# التاريخ القديم
التاريخ القديم هو محصلة أو مجموع أحداث سابقة بدأت مع بداية تسجيل وكتابة تاريخ البشرية، وامتدت حتى العصور القديمة المتأخرة. يمكن استخدام العبارة للإشارة إلى الفترة الزمنية أو الانضباط الأكاديمي. يمكن أن تكون الدراسة الأكاديمية للتاريخ القديم إما علمية (علم الآثار مع فحص الأدلة المادية) أو إنسانية (دراسة التاريخ من خلال النصوص والشعر واللغويات).
يمتد التاريخ المسجل لما يقرب من 5000 عام، بدءًا من الكتابات المسمارية السومرية التي تعتبر الأقدم من بين الكتابات المتماسكة في التاريخ من حوالي 2600 ق.م. وغطي التاريخ القديم جميع القارات التي سكنها البشر في الفترة من 3000 ق.م - 500 م. فقسم نظام العصور الثلاث التاريخ القديم إلى العصر الحجري والعصر البرونزي والعصر الحديدي، وبشكل عام يعتبر بدء التاريخ المسجل مع العصر البرونزي. إلا أن بداية ونهاية نظام العصور الثلاث تختلف باختلاف مناطق العالم. ويُعتقد في العديد من المناطق أن العصر البرونزي بدأ ببضعة قرون قبل 3000 ق.م، بينما تراوحت نهاية العصر الحديدي من أوائل الألفية الأولى قبل الميلاد في بعض المناطق إلى أواخر الألفية الأولى في مناطق أخرى.
لا ينبغي الخلط بين المصطلح الواسع «التاريخ القديم» التي تلت العصر الحديدي وما بين «العصور الكلاسيكية القديمة» وهي فترة من تاريخ منطقة البحر المتوسط التي ازدهرت خلالها حضارتي اليونان وروما القديمتين، من الأولمبياد الأول سنة 776 ق.م وتأسيس روما في 753 ق.م وحتى منتصف الألفية الأولى. يُعرف الجزء الأخير من العصور القديمة الكلاسيكية باسم العصور القديمة المتأخرة.
رغم الخلاف الشديد على التاريخ الدقيق لانتهاء فترة «التاريخ القديم»، فاستخدم بعض العلماء الغربيون سقوط الإمبراطورية الرومانية الغربية في 476 ميلادية (وهي النقطة الأكثر استخداماً)، بينما اختار آخرون إغلاق أكاديمية أفلاطون في 529 ميلادية، أو وفاة الإمبراطور جوستينيان الأول في العام 565 م، أو ظهور الإسلام، أو حُكم الملك شارلمان حيث مثل نقطة نهاية للتاريخين القديم والأوروبي الكلاسيكي. أما خارج أوروبا، فقد سبّب الإطار الزمني الفضفاض (الذي يشمل الأعوام 450-500) صعوبةً في تحديد الفترة الانتقالية من العصور القديمة إلى العصور ما بعد الكلاسيكية.
خلال الفترة الزمنية من التاريخ القديم (بدأت تقريبًا من 3000 ق.م)، أخذ سكان العالم بالتزايد المضطرد بسبب ثورة العصر الحجري الحديث والتي كانت في أوج تطوّرها. وفقًا لتقديرات مركز هايد التابع لوكالة التقييم البيئي الهولندية، زاد عدد سكان العالم بشكل كبير في تلك الفترة. ففي سنة 10,000 ق.م في عصر ما قبل التاريخ، بلغ عدد سكان العالم 2 مليون، ثم ارتفع إلى 45 مليونًا سنة 3000 ق.م. ومع بداية العصر الحديدي في 1000 ق.م ارتفع عدد السكان إلى 72 مليون. وفي نهاية الحقبة من سنة 500 م يُعتقد أن عدد سكان العالم قد بلغ 209 مليون نسمة. أي في غضون 10,500 سنة زاد عدد سكان العالم 100 مرة.

## دراسة التاريخ
التاريخ هو دراسة الماضي باستخدام مصادر مثل علم الآثار ودراسة مصدر النصوص. وقسم المؤرخون مصادر النصوص إلى نوعين عامين - مصدر أولي وثانوي. عادة ما تعتبر المصادر الأولية هي تلك المسجلة بالقرب من الحدث أو الأحداث التي يتم سردها. يعتبر المؤرخون أن النصوص المسجلة بعد حدث ما هي مصادر ثانوية، وعادة ما يعتمدون على المصادر الأولية مباشرة. يستخدم المؤرخون الأدلة الأثرية للمساعدة في إنهاء السجل المكتوب أو في حالة عدم وجود سجل مكتوب على الإطلاق. علم الآثار هو التنقيب عن القطع الأثرية ودراستها في محاولة لتفسير وإعادة بناء السلوك البشري السابق.
يأتي معظم ما هو معروف عن العالم القديم من روايات مؤرخي العصور القديمة.
تتمثل إحدى الصعوبات الأساسية في دراسة التاريخ القديم في أن التواريخ المسجلة لا يمكنها توثيق مجمل الأحداث البشرية، حيث لم يتبق سوى جزء ضئيل من تلك الوثائق حتى يومنا هذا. وفوق ذلك، يجب مراعاة موثوقية المعلومات التي حصلوا عليها من السجلات الباقية. فقلة من الناس كانت قادرة على كتابة التاريخ، حيث لم يكن محو الأمية منتشرًا في أي ثقافة تقريبًا إلا بعد فترة طويلة من انتهاء التاريخ القديم.

### علم الآثار
يُعنى علم الآثار بالتنقيب عن الآثار ودراستها سعياً لتفسير وإعادة ترتيب الحقائق الخاصة بالحياة البشرية في الماضي.

### النصوص الأصلية
إن أغلب ما يُعرف اليوم عن العالم القديم جاءنا من أخبار المؤرخين القدامى. من الأهمية بمكان الأخذ بالحسبان أن لكل مؤرخ تحيزاته الخاصة، ورغم ذلك تشكّل أخباره المصدر الأساسي لفهمنا للتاريخ القديم. تشمل قائمة المؤرخين البارزين: هيرودوت وثوقيديدس وآريانوس وبلوطرخس وبوليبيوس وسيما شيان وسالوست وتيتوس ليفيوس ويوسيفوس فلافيوس وسويتونيوس وتاسيتس.
ثمة عقبة تواجه دارسي التاريخ القديم تتمثل في عدم قدرة التواريخ المسجلة على توثيق كافة الأحداث البشرية، وأن جزءاً بسيطاً منها هو ما وصلنا في الزمن المعاصر. إضافةً إلى ذلك، يجب مراجعة موثوقية المعلومات التي يُحصل عليها من السجلات المتبقية. كان شأن كتابة التاريخ مقتصراً على قلة من الكتاب المضطلعين بذلك، نظراً لندرة الإلمام بالقراءة والكتابة في شتى الثقافات الماضية، وهو الوضع الذي امتد لفترةٍ طويلةٍ بعد انتهاء التاريخ القديم.
وفقاً لما نعرفه اليوم، فقد ظهر أول فِكر تأريخي منهجي في اليونان القديمة، ابتداءً بكتابات المؤرخ هيرودوت (484 ق.م تقريباً – 425 ق.م). بالنسبة للمؤرخ ثوقيديدس فقد استبعد السببية الإلهية من تقريره التاريخي عن الحرب بين أثينا وإسبرطة، واضعاً بذلك الأسس المنطقية التي شكّلت نقطة البداية للكتابات التاريخية الغربية اللاحقة. وكان أول مَن فرّق بين الأسباب البعيدة والأسباب القريبة للحدث.
كانت الإمبراطورية الرومانية حضارة قديمة بنسبة عالية للقراءة والكتابة بين مواطنيها، ولكن فُقدت معظم الأعمال التاريخية لمؤرخيها الأوسع انتشاراً. على سبيل المثال، فالمؤرخ الروماني تيتوس ليفيوس الذي عاش في القرن الأول ق.م كتب تاريخاً لروما أسماه (منذ تأسيس المدينة) تألف من 144 مجلداً، ولكن بقي منها 35 مجلداً فقط وبعض الملخصات لباقي المجلدات المفقودة. في الواقع لم يصل إلينا سوى أقل القليل ممّا كتبه المؤرخون الرومانيون الكبار.

## عصر ما قبل التاريخ
عصر ما قبل التاريخ هي الفترة التي سبقت التاريخ المكتوب تأتي معظم معرفتنا عن تلك الفترة من عمل علماء الآثار. وتعرف باسم العصر الحجري، وتنقسم إلى العصر الحجري القديم (الأقدم)، والعصر الحجري المتوسط والعصر الحجري الحديث. شهدت الهجرات البشرية الأولى في العصر الحجري القديم السفلي انتشار الإنسان المنتصب عبر أوراسيا منذ 1.8 مليون سنة. حصل الاستخدام المضبوط للنار منذ 800,000 سنة في العصر الحجري القديم الأوسط. ثم ظهر منذ 250,000 سنة الإنسان العاقل (الإنسان المعاصر) في أفريقيا. منذ 60 إلى 70 ألف سنة، هاجر الإنسان العاقل من أفريقيا عبر الممر الساحلي إلى شمال وجنوب شرق آسيا، ووصل أستراليا. منذ 50,000 سنة، انتشر الإنسان المعاصر من آسيا إلى الشرق الأدنى، وصل إلى أوروبا أول مرة منذ 40,000 سنة. هاجر البشر إلى الأمريكتين منذ ما يقارب الـ 15,000 سنة في العصر الحجري القديم العلوي.
تعد ألفية 10 ق.م أقدم تاريخ مقترح لاختراع الزراعة وبداية العصر القديم. وبنت المجتمعات البدائية مستوطنة غوبيكلي تيبي الحجرية في تلك الفترة (أي منذ ما يقارب الـ 11500 سنة)، قبل وصول مرحلة الحضر. وقدّم موقعا غوبيكلي تيبي ونيفالي تشوري الأثريان فهماً جديداً للعصر الحجري الحديث في أوراسيا. واحتوي وادي النيل على أدلة على زراعة الذرة الرفيعة والدخن منذ حوالي 8000 ق.م، والاستخدام الزراعي للبطاطا الحلوة في غرب إفريقيا ربما يعود إلى نفس الفترة الزمنية. بدأت زراعة الدخن والأرز والبقول حوالي 7000 ق.م في الصين. يعود تاريخ زراعة القلقاس في غينيا الجديدة إلى حوالي 7000 ق.م، وربما تشترك زراعة القرع في أمريكا الوسطى في ذلك التاريخ. بدأ استئناس الحيوانات مع استئناس الكلاب والذي يعود تاريخه إلى ما لا يقل عن 15000 عام، وربما حتى قبل ذلك. تم تدجين الأغنام والماعز حوالي 9000 ق.م في الهلال الخصيب، إلى جانب أول دليل على الزراعة. ثم دجنت بعدها الحيوانات الأخرى، مثل الدواجن التي استخدمت لتكون مصادر غذائية. تم تدجين الماشية وجواميس الماء حوالي 7000 ق.م وتم تدجين الخيول والحمير والإبل بحلول حوالي 4000 ق.م. واستخدمت تلك الحيوانات للطعام ولنقل الأشخاص والأحمال وللسحب، مما زاد بشكل كبير من قدرة الإنسان على القيام بالعمل. أدى اختراع المحراث البسيط بحلول 6000 ق.م إلى زيادة الكفاءة الزراعية.
وفي ألفية 7 ق.م، بدأت ثقافة جياهو في الصين. ومع بداية ألفية 5 ق.م شهدت حضارات العصر الحجري الحديث اختراع العجلة وانتشار الكتابة البدائية. وفي ألفية 4 ق.م ظهرت حضارة كيوكوتيني في منطقة أوكرانيا-مولدوفيا-رومانيا. وفي سنة 3400 ق.م انتشرت الكتابة المسمارية البدائية في الشرق الأوسط. وفي القرن 30 ق.م والذي يُعرف باسم العصر البرونزي المبكر الثاني، شهد بدايات القراءة والكتابة في منطقة بلاد الرافدين ومصر القديمة. حوالي القرن 27 ق.م، تأسست المملكة المصرية القديمة وأول سلالة حاكمة في الوركاء، وفقاً لأقدم مصادر التأريخ الملكية الموثوقة.
سبق استخدام المعادن في شكل عناصر نحاسية مطروقة اكتشاف صهر خامات النحاس، والذي حدث حوالي 6000 ق.م في غرب آسيا وبشكل مستقل في شرق آسيا قبل 2000 ق.م. ويعود استخدام الذهب والفضة إلى ما بين 6000 و 5000 ق.م. بدأ مع البرونز كيفية صنع السبائك المعدنية حوالي 3500 ق.م في بلاد الرافدين وتم تطويرها بصورة مستقلة في الصين سنة 2000 ق.م. تم تطوير الفخار بشكل مستقل في جميع أنحاء العالم، مع ظهور الأواني المسخنة أولاً ما بين جومون اليابان ومالي في غرب إفريقيا. في وقت ما بين 5000 و 4000 ق.م تم اختراع عجلة الفخار. وفي سنة 3000 ق.م، انتقلت فكرة العجلة إلى العربات لتكون ذات عجلات، ويمكن استخدامها لنقل الأحمال أبعد وأسهل من القوة البشرية أو الحيوانية وحدهما.
ظهرت الكتابة بصورة منفصلة في خمسة مواقع مختلفة في تاريخ البشرية: العراق ومصر والهند والصين وأمريكا الوسطى. وفي 3400 ق.م انتشرت الكتابة المسمارية (وهي كتابة بدائية) في الشرق الأوسط. وطورت مصر نظامها الخاص من الهيروغليفية حوالي 3200 ق.م. وفي 2800 ق.م، كانت حضارة وادي السند قد طورت نصها السندية والذي لا يزال غير معروف إلى الآن. وظهرت الكتابة في الصين في عهد أسرة شانغ التي يرجع تاريخها إلى الفترة من 1600 إلى 1100 ق.م. وتعود الكتابة في أمريكا الوسطى إلى 600 ق.م مع حضارة الزابوتيك.

## التسلسل الزمني
يعطي هذا جدولًا زمنيًا مدرجًا، يبدأ من 3300 ق.م إلى 600 م، والذي يعطي نظرة عامة على التاريخ القديم.

### العصر البرونزي الأوسط إلى المتأخر
شكل العصر البرونزي جزءًا من نظام العصور الثلاث. وهو في بعض مناطق العالم يتبع العصر الحجري الحديث. أصبح سبك البرونز أساسًا للمجتمعات الأكثر تقدمًا في معظم مناطق الحضارة. كان هناك بعض التناقضات مع مجتمعات العالم الجديد، التي غالبًا ما كانت تفضّل الحجر على المعدن لأغراضها النفعية. حدد المؤرخون خمس حضارات إبداعية ظهرت في تلك الفترة الزمنية.
- حضارة سومر في منطقة الهلال الخصيب.
- حضارة وادي السند في منطقة جنوب آسيا القديمة.
- حضارة إيرليتو في منطقة سهل شمال الصين.
- حضارة نورتي شيكو في منطقة جبال الأنديز.
- حضارة الأولمك في أمريكا الوسطى.

ظهرت الحضارة الأولى في سومر في المنطقة الجنوبية من بلاد ما بين النهرين، التي أصبحت الآن جزءًا من العراق الحديث. وفي سنة 3000 ق.م، شكلت دول المدن السومرية حضارة تملك حكومة ودينًا وتقسيمًا للعمل والكتابة. كانت مدينة أور من بين أهم المدن وقتها.
في القرن 24 ق.م، تأسست الإمبراطورية الأكدية في بلاد الرافدين. ومن سومر انتشرت الحضارة وصهر البرونز غربًا إلى مصر والمينوسيين والحيثيين.
بعد الفترة الانتقالية الأولى لمصر في القرن 22 ق.م خرجت المملكة المصرية الوسطى بين القرنين 21 و17 ق.م. وفي حوالي القرن 18 ق.م، بدأت الفترة الانتقالية الثانية لمصر. كانت مصر قوة عظمى في ذلك الوقت. وفي سنة 1600 ق.م، تطورت يونان الموكيانية وغزت بقايا الحضارة المينوية. تلتها بداية الهيمنة الحيثية على منطقة شرق البحر الأبيض المتوسط في القرن 17 ق.م. ثم ظهرت المملكة المصرية الحديثة في المنطقة الموجودة حول نهر النيل في الفترة من القرن 16 إلى 11 ق.م. تطورت حقبة العمارنة في مصر بين 1550 - 1292 ق.م.
في الشرق، باتجاه المنطقة الإيرانية، كانت حضارة وادي السند التي نظمت المدن بدقة بأنماط تشبه الشبكة. ومع ذلك، تضاءلت حضارة وادي نهر السند بعد سنة 1900 ق.م وحلت محلها الشعوب الهندية الآرية التي أسست الثقافة الفيدية.
ظهرت بداية عهد أسرة شانغ في الصين في هذه الفترة، وكان هناك دليل على وجود نظام كتابة صيني متطور بالكامل. سلالة شانغ هي أول نظام صيني اعترف به العلماء الغربيون على الرغم من إصرار المؤرخين الصينيين على أن سلالة شيا جاءت قبلها. مارست أسرة شانغ العمل القسري لاستكمال المشاريع العامة. ويوجد أدلة على طقوس دفن جماعية.
وعبر المحيط ظهرت أقدم حضارة معروفة للأمريكتين في وديان الأنهار على ساحل وسط بيرو اليوم. ازدهرت أول مدينة في حضارة نورتي شيكو حوالي 3100 ق.م. ظهرت حضارة أولمك لاحقًا في أمريكا الوسطى بين القرنين 14 و13 ق.م.

### العصر الحديدي المبكر

خريطة لانهيار العصر البرونزي، حوالي 1200 ق.م

العصر الحديدي هو آخر فترة رئيسية في نظام العصور الثلاثة، يسبقه العصر البرونزي. يختلف تاريخه وسياقه حسب البلد أو المنطقة الجغرافية. تميز العصر الحديدي بشكل عام بصهر الحديد مع المعادن الحديدية واستخدام الفولاذ الكربوني. أثبت الحديد المصهور أنه أكثر متانة من المعادن السابقة مثل النحاس والبرونز وسمح بمجتمعات أكثر إنتاجية. بدأ العصر الحديدي في أوقات مختلفة في أجزاء مختلفة من العالم، وانتهى عندما بدأ المجتمع في الاحتفاظ بسجلات تاريخية.
في القرنين 13 و12 ق.م بدأت فترة الرعامسة في مصر. ويُعتقد أن حرب طروادة حدثت في حوالي 1200 ق.م. وفي سنة 1180 ق.م بدأت الإمبراطورية الحيثية بالتفكك، وكان انهيارها هو جزء من انهيار العصر البرونزي الأكبر الذي حدث في الشرق الأدنى القديم حوالي 1200 ق.م. وفي اليونان انهارت الحضارتين المينوسية والموكيانية. فقد هاجمت شعوب البحر العديد من البلدان، وبقيت مصر فقط على حالها. بعد ذلك نشأت بعض الحضارات الوريثة الجديدة تمامًا في شرق البحر الأبيض المتوسط.
وفي سنة 1046 ق.م أطاحت قوة زو، بقيادة الملك وو زو بآخر ملوك أسرة شانغ. فتأسست سلالة زو الحاكمة في الصين. خلال حقبة زو احتضنت الصين المجتمع الإقطاعي للسلطة اللامركزية. ثم انهارت إمبراطورية الصين في العصر الحديدي في حقبة الممالك المتحاربة حيث قاتل ملايين الجنود بعضهم البعض على صراعات إقطاعية.
يُعتبر بيراك أحد مواقع العصر الحديدي المبكر في بلوشستان الباكستانية، ويعود تاريخه إلى حوالي 1200 ق.م. يُعتقد أن تلك الفترة هي بداية العصر الحديدي في الهند وشبه القارة الهندية. وفي نفس الوقت تقريبًا ظهرت الفيدا، أقدم النصوص المقدسة للديانة الهندوسية.
وفي سنة 1000 ق.م بدأت مملكة المانيون في غرب آسيا. ومن حوالي القرن 10 إلى 7 ق.م برزت الإمبراطورية الآشورية الحديثة في بلاد ما بين النهرين. وفي سنة 800 ق.م بدأت المدن اليونانية بالظهور. وفي سنة 776 ق.م أقيمت أول دورة ألعاب أولمبية مسجلة. على عكس الثقافات المجاورة، لم تتوحد المدن اليونانية في إمبراطورية عسكرية واحدة، وتنافست مع بعضها البعض على شكل مدن منفصلة.

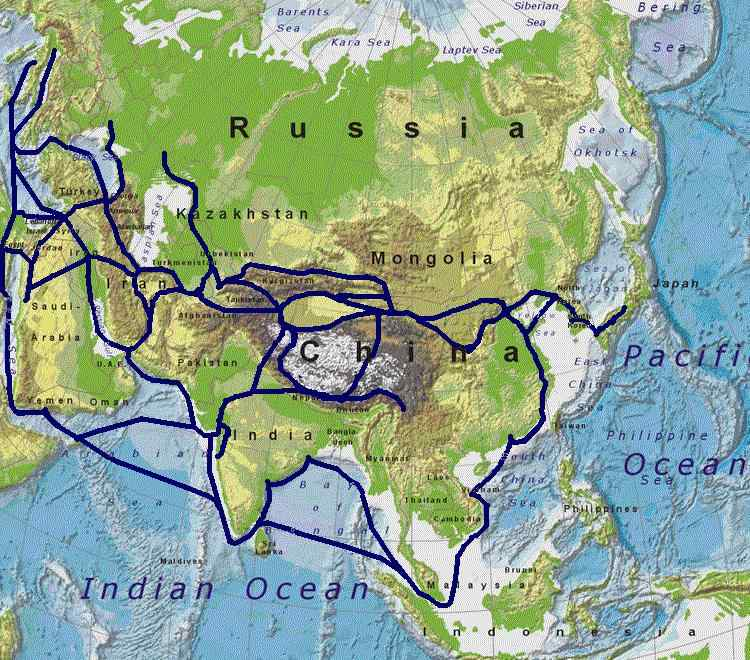
طريق الحرير

### العصر المحوري

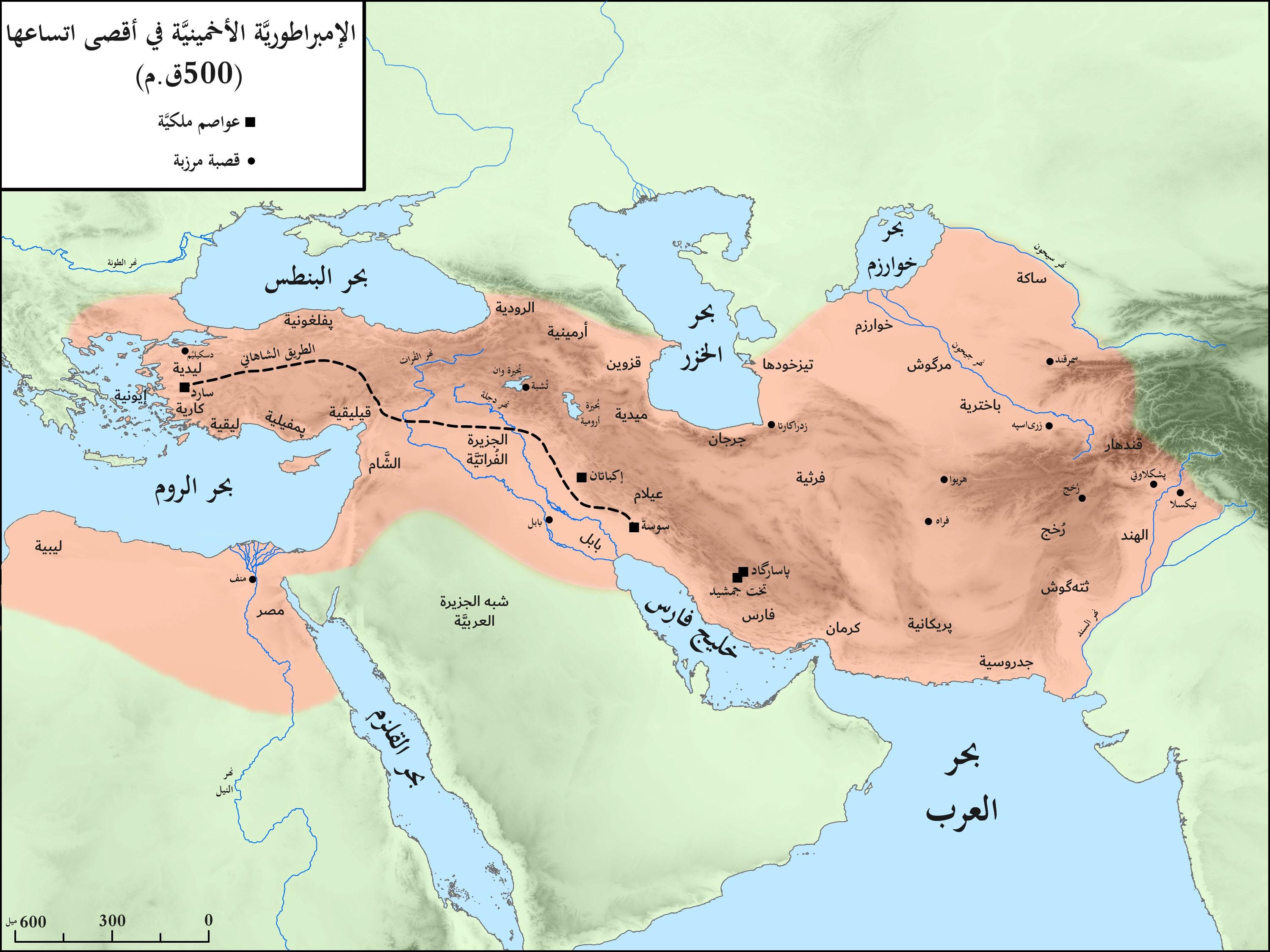
الطريق الملكي الأخميني

يُعتقد في أكثر الأحيان أن العصر الحديدي السابق قد انتهى في الشرق الأوسط حوالي 550 ق.م بسبب ظهور التأريخ (السجل التاريخي). ويُستخدم العصر المحوري لوصف تاريخ أوراسيا في الفترة بين 800 و200 ق.م، وتشمل اليونان القديمة وإيران والهند والصين. فانتشرت التجارة والاتصالات بين مناطق مميزة في هذه الفترة، وشمل ذلك ظهور طريق الحرير. وشهدت هذه الفترة نهوض الفلسفة والتبشير الديني.
تنوعت الفلسفة والدين والعلم في مدارس الفكر المئة في الصين، ما أدى إلى ظهور مفكرين مثل كونفوشيوس ولاوتزه وموزي في القرن 6 ق.م. وظهرت اتجاهات مماثلة في جميع أنحاء أوراسيا، ففي الهند مع ظهور البوذية، وفي الشرق الأدنى مع الزرادشتية واليهودية وفي الغرب مع الفلسفة اليونانية القديمة. في ظل هذه التطورات، كانت الشخصيات الدينية والفلسفية جميعها تبحث عن معنى للوجود البشري.
شهد العصر المحوري وما تلاه حروبًا هائلة وتشكل إمبراطوريات كبيرة امتدت إلى ما وراء حدود مجتمعات العصر الحديدي السابق. مثل الإمبراطورية الأخمينية الفارسية التي كانت على قدر كبير من الأهمية آنذاك. وامتدت الأراضي الشاسعة للإمبراطورية من مصر الحالية إلى سنجان. وشمل إرث الإمبراطورية صعود التجارة عبر الطرق البرية ضمن أوراسيا بالإضافة إلى انتشار الثقافة الفارسية في الشرق الأوسط. سمح الطريق الملكي بكفاءة التجارة والضرائب. وقد تمكن الإسكندر المقدوني من غزو كل أراضي الإمبراطورية الأخمينية، ولكن غزواته لم توحَِد الأراضي بعده. إلا أن الثقافة والتكنولوجيا اليونانية انتشرت في غرب وجنوب آسيا، واندمجت في أغلب الأحيان مع الثقافات المحلية.

### تشكل الإمبراطوريات وتفككها
شجعت الممالك اليونانية المنفصلة في مصر وآسيا التجارة والاتصالات، حالها حال الإدارات الفارسية السابقة. أدى هذا الأمر إلى جانب توسع سلالة هان غربًا على ظهور طريق الحرير بصفته سلسلة من الطرق إلى إتاحة تبادل البضائع بين حوض البحر الأبيض المتوسط وجنوب آسيا وشرق آسيا. في جنوب آسيا ضمت الإمبراطورية الماورية لفترة وجيزة قسمًا كبيرًا من شبه القارة الهندية. ولم يدم حكمها طويلًا، إلا أن عهدها ترك إرثًا في نشر البوذية وقدم مصدر إلهام للدول الهندية اللاحقة.
حلت الجمهورية الرومانية والإمبراطورية الفرثية الإيرانية محل الممالك اليونانية المتحاربة في العالم الغربي. نتيجة لنشوء الإمبراطوريات، امتد التحضر ومحو الأمية إلى أماكن كانت سابقًا على هامش الحضارة كما عرفتها الإمبراطوريات الكبيرة. ومع مطلع الألفية كان استقلال الشعوب القبلية والممالك الصغرى مهددًا من الدول الأكثر تقدمًا. لم تكن الإمبراطوريات معروفة بحجمها الإقليمي فحسب، بل أيضًا بإدارتها ونشرها للثقافة والتجارة، وامتد تأثيرها بهذه الطريقة إلى ما هو أبعد من حدودها الوطنية في أغلب الأحيان. وتوسعت طرق التجارة برًا وبحرًا، وسمحت بتدفق البضائع بين المناطق البعيدة حتى في غياب الاتصالات. كان التواصل بين الدول البعيدة مثل الإمبراطورية الرومانية وسلالة هان الصينية نادرًا، لكن تجارة البضائع كانت قائمة ويتضح ذلك من الاكتشافات الأثرية مثل العملات المعدنية الرومانية في فيتنام. قطن معظم سكان العالم في جزء صغير فقط من سطح الأرض آنذاك. وهناك مناطق جغرافية واسعة خارج نطاق الحضارة، مثل سيبيريا وأفريقيا جنوب الصحراء وأستراليا التي تمتاز بكثافة سكانية منخفضة. أما العالم الجديد فقد ضم مجموعة متنوعة من الحضارات المنفصلة ولكن شبكات التجارة الخاصة به كانت أصغر نظرًا لعدم وجود حيوانات الجر والعجلة.
ومع أن الإمبراطوريات لديها قوة عسكرية هائلة، إلا أنها هشة أمام الحروب الأهلية والتدهور الاقتصادي والبيئة السياسية المتغيرة دوليًا. ففي سنة 220 م انهارت الصين التي كانت تحت حكم سلالة هان وتحولت إلى دول متحاربة في حين بدأت الإمبراطورية الرومانية الأوروبية تعاني من الاضطرابات في أزمة القرن الثالث. انتقل النظام في بلاد فارس من الإمبراطورية الفرثية إلى الإمبراطورية الساسانية الأكثر مركزية. استمر طريق الحرير البري في تحقيق أرباح تجارية لكنه كان دائم التعرض للغارات من القبائل الرحل على كامل امتداد الحدود الشمالية للدول الأوراسية. بدأت الطرق البحرية الأكثر أمانًا تكتسب الأفضلية في القرون الأولى بعد الميلاد.
بدأت الأديان التبشيرية في استبدال تعدد الآلهة والديانات الشعبية في العديد من المناطق. فبدأت المسيحية في اكتساب أتباعًا كُثر في الإمبراطورية الرومانية، وأصبحت الزرادشتية الدين المطبق في الدولة في إيران، وانتشرت البوذية إلى شرق آسيا من جنوب آسيا. ساهم التغيير الاجتماعي والتحول السياسي بالإضافة إلى الأحداث البيئية في انتهاء العصور القديمة وبدء عصر ما بعد الكلاسيكية في أوراسيا في حوالي سنة 500 تقريبًا.

## التسلسل الزمني

### جدول مقارنة
| الإسم          | الفترة | المنطقة                                                             | الإنجازات | الكتابة                 | الدين                           |
| -------------- | --- | ------------------------------------------------------------------- | --- | ----------------------- | ------------------------------- |
| بلاد الرافدين  | 3300–750 ق.م                                                                                                   | سومر وبابل والمرتفعات الأشورية                                      | مزارع الألبان والصناعة المعدنية وعجلة فخار ونظام عد ستيني والنسيج                                                                                     | كتابة مسمارية           | وثنية                           |
| حضارات الأنديز | 3200–1700 ق.م نورتي شيكو، 900–200 ق.م شافين، 100–800 م نازكا                                                   | البيرو وإكوادور وكولمبيا                                            | أصول علوم البحرية وخطوط نازكا وكيبو ونظام حكم فريد | لا يوجد                 | وثنية                           |
| الهند القديمة  | 3300–500 ق.م                                                                                                   | جنوب آسيا                                                           | الزراعة والتنجيم والفلك وتخطيط حضري والسدود والأدب وفنون الدفاع عن النفس والرياضيات، الطب وعجلة فخار وعمارة المعابد                                   | رسم صوري وخط براهمي     | هندوسية                         |
| مصر القديمة    | 3000–30 ق.م | شمال شرق إفريقيا على طول نهر النيل                                  | نظام عد عشري وأهرامات مصر والتحنيط والتقويم الشمسي | هيروغليفية              | ديانة قدماء المصريين            |
| النوبة         | 3000–350 ق.م                                                                                                   | شمال شرق إفريقيا على طول نهر النيل                                  | معبد من الطوب الطيني وأهرامات النوبة والفخار والتقويم الشمسي                                                                                          | هيروغليفية              | ديانة قدماء المصريين            |
| الإغريق        | 2700–1500 ق.م (الحضارة الكيكلادية والمينوسية), 1600–1100 ق.م (يونان الموكيانية), 800–100 ق.م (اليونان القديمة) | اليونان (بيلوبونيز وإبيروس ووسط اليونان ومقدونيا) ولاحقا الإسكندرية | الزراعة والعمارة وعلم الفلك والكيمياء والدراما والتاريخ والرياضيات والطب والفلسفة والفيزياء وشعر والعلوم السياسية والبلاغة وعلوم عسكرية وصناعة النبيذ | اليونان                 | الديانة الإغريقية               |
| الصين          | 1600–221 ق.م الصين القديمة; 221 ق.م – 581 م بداية الصين الإمبراطورية                                           | الصين                                                               | الخزف الصيني وسور الصين العظيم وتعدين وصناعة الورق والفخار والحرير                                                                                    | الصينية                 | ديانة شعبية صينية والكونفشيوسية |
| وسط أمريكا     | 1500–400 ق.م – أولمك، 250–900 م المايا                                                                         | جنوبي المكسيك، غواتيمالا                                            | الزراعة وطقوس التضحية بالبشر وتقويم أمريكا الوسطى ورؤوس الأولمك الضخمة والفشار والمنسوجات                                                             | مكعبات الكاسكاجل ومايا  | ديانات أمريكا الوسطى            |
| بلاد فارس      | 730 ق.م – 640 م                                                                                                | إيران الكبرى                                                        | الزراعة والعمارة وتنسيق الحدائق والبريد | كتابة مسمارية والبهلوية | الزرادشتية                      |
| الرومان        | 600 ق.م – 600 م                                                                                                | إيطاليا ثم الانتشار في أوروبا وشمال أفريقيا                         | الزراعة والتقويم الروماني والخرسانة | اللاتينية               | ديانات روما القديمة             |

## التاريخ حسب المنطقة

### الشرق الأدنى
يعتبر الشرق الأدنى القديم مهد الحضارات. كان أول من مارس الزراعة المكثفة على مدار العام؛ وأنشأ أول نظام كتابة متماسك، واخترع عجلة الفخار ثم عجلة العربات والطاحونة، وأنشأ أول حكومة مركزية ومدونة قانونية والإمبراطوريات بالإضافة إلى إدخال التقسيم الطبقي الاجتماعي والعبودية والحرب المنظمة، ووضع الأساس للحقول علم الفلك والرياضيات.

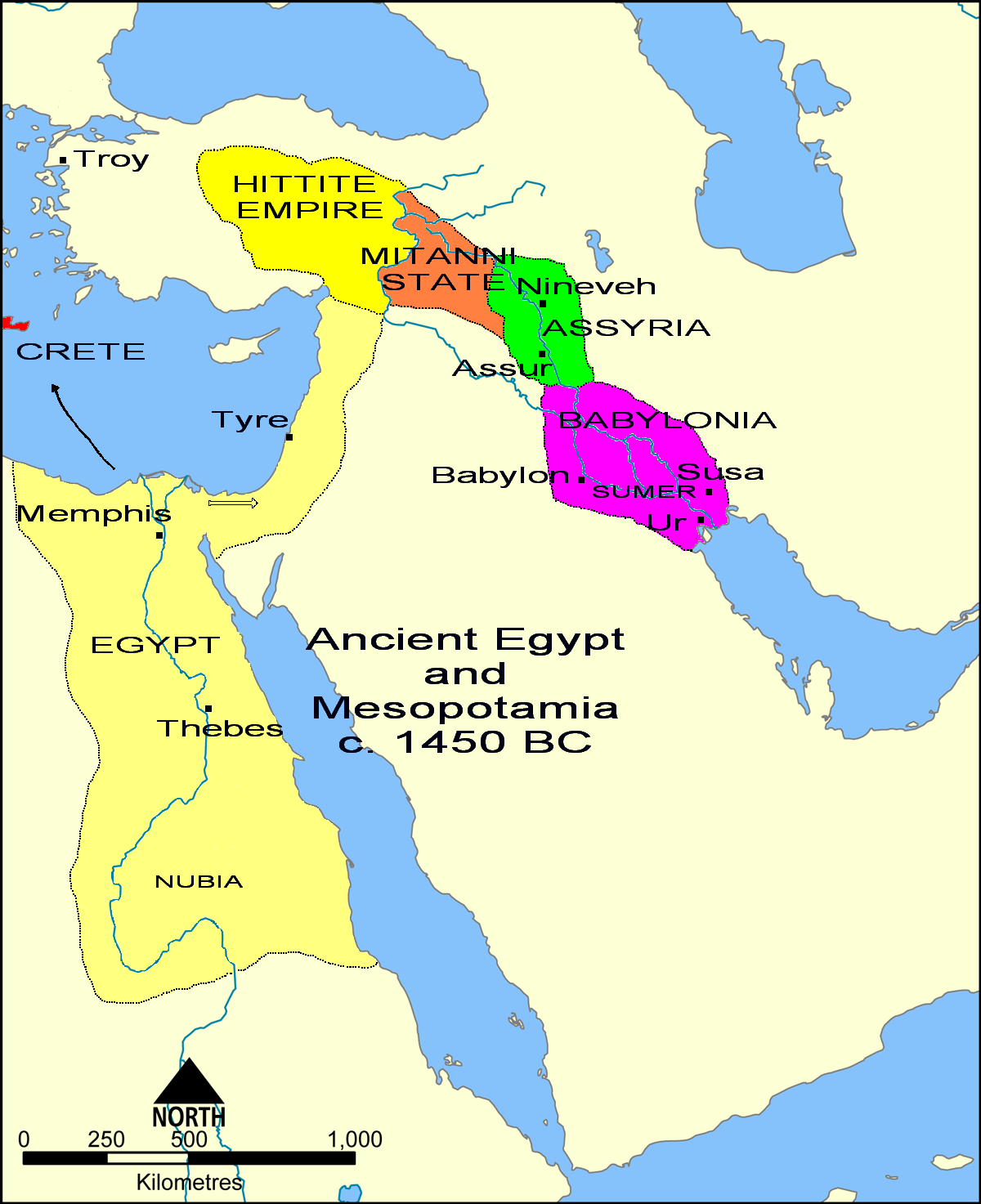
كانت آشور قلب المنطقة في القرن 15 ق.م، بمدينتيها الرئيسيتين آشور ونينوى، وهي منبع دجلة على بابل وهي المصب من مملكتي ميتاني والحيثية.

#### العراق القديم
العراق القديم أو بلاد الرافدين هو موقع لبعض أقدم الحضارات المعروفة في العالم. أتى الاستيطان المبكر للسهل المليء بالطمي من فترة العبيد (أواخر الألفية 6 ق.م) وحتى فترة أوروك (الألفية 4 ق.م) وعصر الأسرات (الألفية 3 ق.م) حتى بروز بابل في أوائل الألفية 2 ق.م. سمح فائض المواد الغذائية القابلة للتخزين التي أنشأها هذا الاقتصاد للسكان بالاستقرار في مكان واحد بدلاً من الهجرة وراء المحاصيل والقطعان. كما سمح بكثافة سكانية أكبر بكثير، وتطلب بدوره قوة عاملة واسعة النطاق وتقسيمًا للعمل. أدى ذلك التنظيم إلى ضرورة حفظ السجلات وتطوير الكتابة (حوالي 3500 ق.م).
كانت بابل دولة عمورية في بلاد الرافدين السفلى (جنوب العراق الحديث)، وعاصمتها بابل. ظهرت دولة بابل عندما أنشأ حمورابي (حكم 1792 - 1750 ق.م) إمبراطورية من أراضي مملكتي سومر وأكد السابقتين. ولأن الأموريين شعوب سامية قديمة، فقد تبنت بابل اللغة الأكدية المكتوبة للاستخدام الرسمي، واحتفظوا باللغة السومرية للاستخدام الديني، والتي لم تعد في ذلك الوقت لغة منطوقة. لعبت الثقافات الأكدية والسومرية السابقة دورًا رئيسيًا في الثقافة البابلية، وظلت المنطقة مركزًا ثقافيًا مهمًا، حتى في ظل الحكم الخارجي. وقد عُثر على أقدم ذكر لمدينة بابل في لوح من عهد سرجون الأكدي يعود تاريخها إلى القرن 23 ق.م.
بدأت الإمبراطورية البابلية الحديثة أو الكلدان البابليون تحت حكم الأسرة الكلدانية بدءًا من ثورة نبوبولاسر سنة 626 ق.م وحتى غزو قورش الكبير سنة 539 ق.م. والجدير بالذكر أنها شملت عهد نبوخذ نصر الثاني الذي غزا مملكة يهوذا والقدس.
تقع مدينة أكد والمناطق المحيطة بها في وسط بلاد الرافدين، ثم أضحت عاصمة الإمبراطورية الأكدية. ربما كانت المدينة تقع على الضفة الغربية من نهر الفرات بين سيبار وكيش (أي على بعد حوالي 50 كـم (31 ميل) جنوب غرب وسط بغداد الحالية). وعلى الرغم من البحث المكثف، لم يتم العثور على الموقع الدقيق. وصلت أكد إلى ذروة قوتها بين القرنين 24 و22 ق.م، في حقبة الملك سرجون الأكدي. بسبب سياسات الإمبراطورية الأكدية تجاه الاندماج اللغوي، وضعت الأكدية اسمها أيضًا في اللغة السامية السائدة: اللغة الأكدية، مما يعكس استخدام «الأكادو» (باللغة الأكدية) في الفترة البابلية القديمة للإشارة إلى النسخة السامية من الكتابة السومرية.
بالأساس كانت آشور في العصر البرونزي الوسيط منطقة على نهر دجلة الأعلى، سميت باسم عاصمتها الأصلية مدينة آشور القديمة، والتي أضحت لاحقا دولة وإمبراطورية سيطرت على كل من الهلال الخصيب ومصر وجزء كبير من الأناضول، ويشير مصطلح «آشور الأصل» إلى النصف الشمالي من بلاد الرافدين (النصف الجنوبي منها بابل)، وعاصمتها نينوى. سيطر الملوك الآشوريون على مملكة كبيرة في ثلاث فترات مختلفة في التاريخ. وتلك الفترات هي المملكة القديمة (القرن 20 إلى 15 ق.م) والوسطى (القرن 15 إلى 10 ق.م) ثم الحديثة (911-612 ق.م)، والتي كان آخرها الأكثر شهرة وأفضل توثيقًا. اخترع الآشوريون الحفر تحت أسوار المدن لتقويضها، ورؤوس الكباش لهدم البوابات، بالإضافة إلى مفهوم فيلق المهندسين، الذين قاموا بربط الأنهار بالطوافات أو تزويد الجنود بجلود قابلة للنفخ للسباحة.
أما ميتاني فكانت إمبراطورية هندو إيرانية في شمال العراق القديم من حوالي 1500 ق.م. وكانت ذروة قوتها في القرن 14 ق.م، وشملت ما يعرف اليوم بجنوب شرق تركيا وشمال سوريا وشمال العراق، وتتركز حول عاصمتها واشوكاني التي لم يحدد علماء الآثار موقعها بدقة.

#### الشعوب الإيرانية

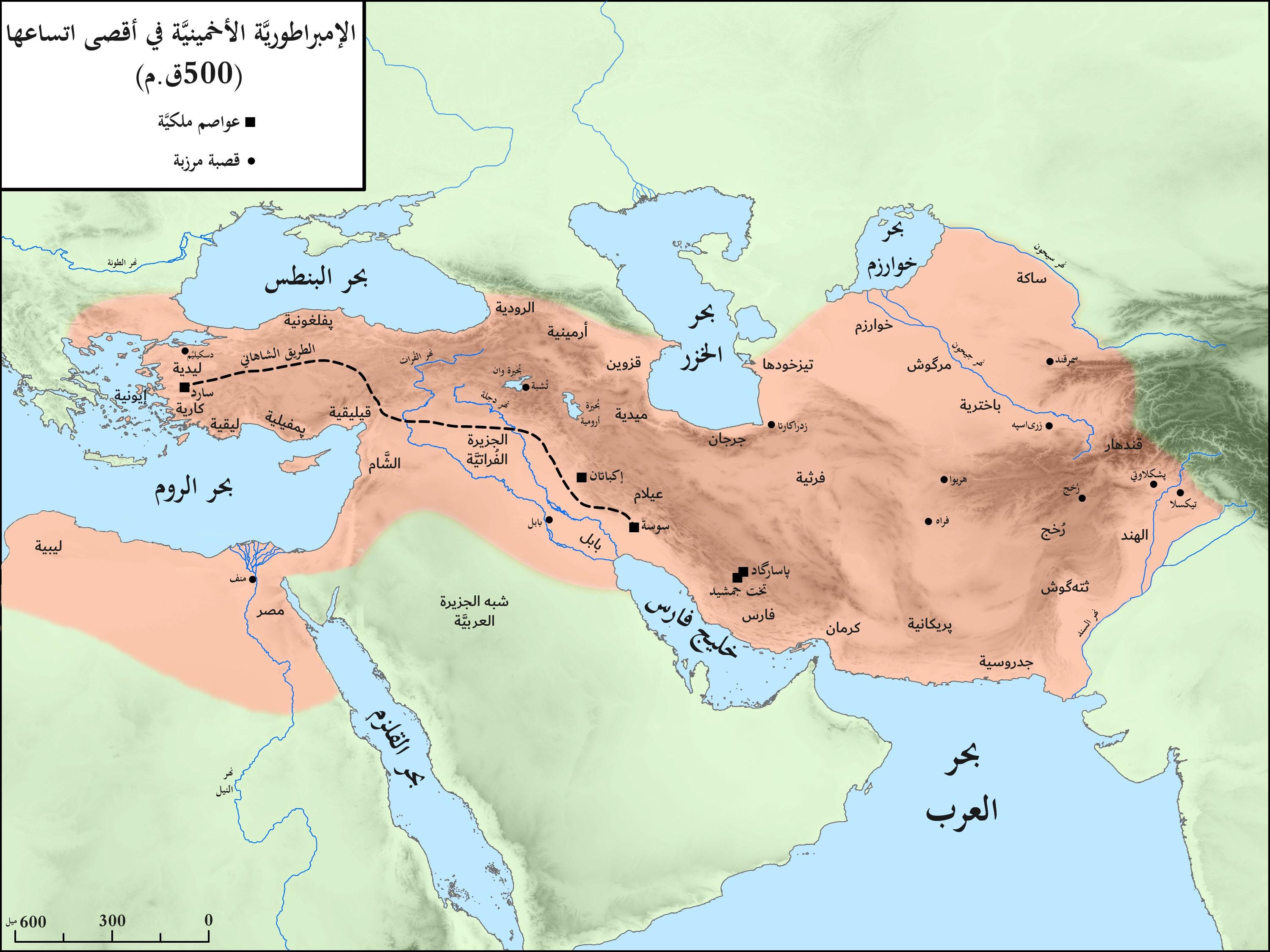
الإمبراطورية الأخمينية الفارسية في أقصى امتداد لها، حوالي 500 ق.م

عيلام هو اسم حضارة قديمة تقع فيما يعرف الآن بجنوب غرب إيران. تم تأريخ الأدلة الأثرية المرتبطة بعيلام إلى ما قبل 5000 ق.م. ووفقًا للسجلات المكتوبة المتاحة، من المعروف أنها كانت موجودة منذ حوالي 3200 ق.م - مما يجعلها من بين أقدم الحضارات التاريخية في العالم - واستمرت حتى عام 539 ق.م. لعبت ثقافتها دورًا مهمًا في إمبراطورية جوتيون، خاصة مع السلالة الأخمينية التي خلفتها، عندما ظلت اللغة العيلامية من بين تلك المستخدمة رسميًا. تعتبر الفترة العيلامية نقطة انطلاق لتاريخ إيران. كان الميديون شعبًا إيرانيًا قديمًا. لقد أسسوا إمبراطوريتهم الخاصة في القرن 6 ق.م، بعد أن هزموا الإمبراطورية الآشورية الحديثة مع الكلدان. ثم أطاحوا بعدها بمملكة أورارتو. يعود الفضل إلى الميديين في تأسيس أول إمبراطورية إيرانية، وهي الأكبر في عصرها حتى أسس كورش الكبير إمبراطورية إيرانية موحدة للميديين والفرس، والتي يشار إليها غالبًا باسم الإمبراطورية الأخمينية بعد أن هزم جده أستياجيس ملك الميديا.

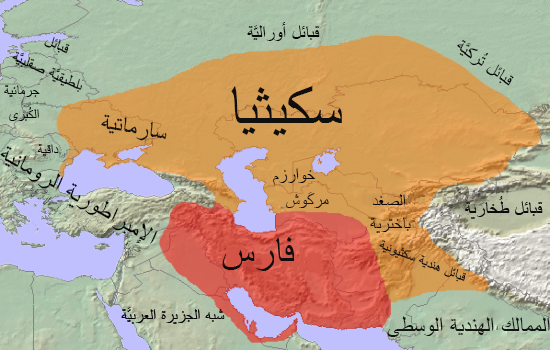
مدى النفوذ الإيراني حوالي 170 ق.م مع الإمبراطورية الفرثية (يتحدث معظمها باللغات الإيرانية الغربية) باللون الأحمر، أما المناطق التي باللون البرتقالي فيهيمن عليها السكيثيا (معظمها شرق إيراني).

كانت الإمبراطورية الأخمينية أكبر وأهم الإمبراطوريات الفارسية، وقد أعقبت الإمبراطورية الميدية باعتبارها ثاني إمبراطورية كبيرة للإيرانيين. تمت الإشارة إليها في التاريخ الغربي على أنها عدو دول المدن اليونانية في الحروب اليونانية الفارسية، لتحرير الإسرائيليين من أسرهم البابلي، لنموذجها الناجح للإدارة البيروقراطية المركزية، وتأسيس الآرامية لتكون لغة رسمية للإمبراطورية. بسبب الامتداد الواسع للإمبراطورية وقدرتها على البقاء لفترة طويلة، استمر التأثير الفارسي على اللغة والدين والعمارة والفلسفة والقانون وحكومة الدول في جميع أنحاء العالم حتى يومنا هذا. في ذروة قوتها ضمت السلالة الأخمينية ما يقرب من 8 مليون كم²، وامتدت إلى ثلاث قارات (أوروبا وآسيا وأفريقيا) وكانت أكبر إمبراطورية من العصور الكلاسيكية القديمة.
كانت بارثيا حضارة إيرانية تقع في الجزء الشمالي الشرقي من إيران الحديثة. واستندت قوتها إلى مزيج من حرب العصابات لقبائل بدوية متنقلة، مع مهارات تنظيمية لبناء وإدارة إمبراطورية شاسعة - على الرغم من أنها لم تتطابق أبدًا في القوة والمدى مع الإمبراطوريات الفارسية التي سبقتها والتي لحقتها. كانت الإمبراطورية البارثية تحت قيادة سلالة أرشكيون، التي لمت شملها وحكمت أجزاء مهمة من الشرق الأدنى وما وراءه، بعد هزيمة الإمبراطورية السلوقية الهلنستية والتخلص منها، بدءًا من أواخر القرن 3 ق.م. كانت ثالث سلالة محلية في إيران القديمة (بعد السلالات الميدية والأخمينية). خاضت بارثيا العديد من الحروب مع الجمهورية الرومانية (وبعدها الإمبراطورية الرومانية)، والتي كانت بداية لما سيكون أكثر من 700 عام من الحروب الرومانية الفارسية المتكررة.
وأتت بعدها الإمبراطورية الساسانية التي استمرت طوال فترة العصور القديمة المتأخرة، وهي إحدى أهم الفترات التاريخية وأكثرها تأثيراً في إيران. فمن نواحٍ عديدة شهدت الفترة الساسانية أهم إنجازات الحضارة الفارسية وشكلت آخر إمبراطورية إيرانية عظيمة قبل الفتح الإسلامي لها واعتناقها الإسلام. خلال العصور الساسانية، أثرت بلاد فارس على الحضارة الرومانية إلى حد كبير، وهم الوحيدون الذين وضعهم الرومان بوضع متساوٍ معهم.

#### أرمينيا

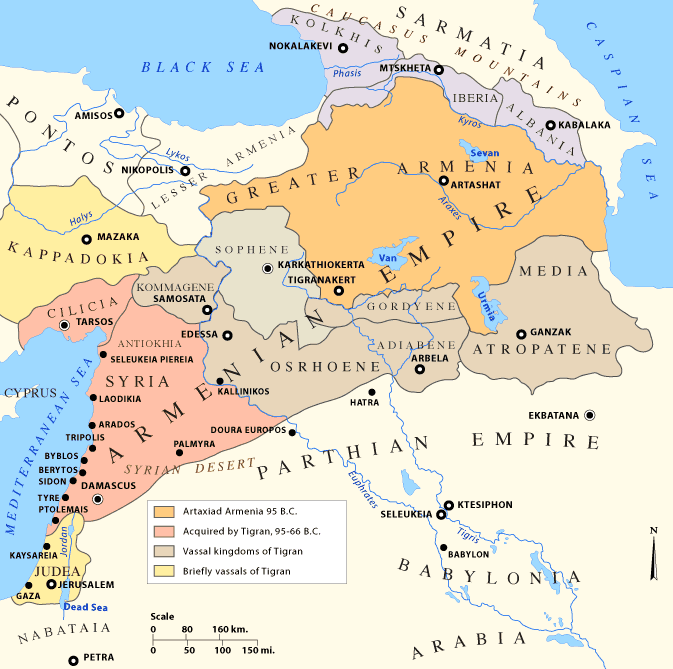
أكبر توسع لمملكة أرمينيا في عهد ديكرانوس الثاني

يُعرف التاريخ المبكر للإمبراطورية الحثية من خلال الألواح التي ربما تكون قد كتبت لأول مرة في القرن 17 ق.م ولكنها بقيت فقط كنسخ كتبت في القرنين 14 و13 ق.م. تبدأ هذه الألواح المعروفة إجمالاً بنص أنيتا، بدأ بالقول كيف غزا بيثانا ملك كسارا (دولة - مدينة صغيرة لم يحددها علماء الآثار بعد) ومدينة نيسا المجاورة (كانيش). الموضوع الرئيسي لهذه الألواح هو أنيتا ابن بيثانا، الذي غزا العديد من المدن المجاورة مثل خاتوشا وزالبوا (زالبا).
وأشارت النقوش الآشورية لشلمنصر الأول (حوالي 1270 ق.م) إلى أوروارتري أولاً كبأنها إحدى ولايات نايري - اتحاد فضفاض للممالك الصغيرة والدول القبلية في المرتفعات الأرمنية من القرن 13 إلى القرن 11 ق.م. وكانت أوروارتري في المنطقة المحيطة ببحيرة وان. تعرضت ولايات نايري مرارًا وتكرارًا لهجمات الآشوريين، خاصةً تحت حكم توكولتي نينورتا الأول (حوالي 1240 ق.م)، وتغلث فلاسر الأول (حوالي 1100 ق.م)، آشور بيل كالا (حوالي 1070 ق.م)، وأداد نيراري الثاني (حوالي 900 ق.م)، وتوكولتي نينورتا الثاني (حوالي 890 ق.م) وآشور ناصربال الثاني (883-859 ق.م).
كانت مملكة أرمينيا مملكة مستقلة من 321 ق.م إلى 428 م، ثم دولة تابعة للإمبراطوريتين الرومانية والفارسية حتى 428. بين 95 و 55 ق.م تحت حكم الملك ديكرانوس الثاني، أصبحت مملكة أرمينيا كبيرة وإمبراطورية قوية تمتد من بحر قزوين إلى البحر الأبيض المتوسط. خلال تلك الفترة القصيرة كانت تعتبر أقوى دولة في الشرق الروماني.

#### مملكة إسرائيل

مملكتي إسرائيل (باللون الأزرق) ويهوذا (باللون الأصفر) في العصر الحديدي

ارتبطت إسرائيل ويهودا بممالك العصر الحديدي في بلاد الشام القديمة وكانتا موجودة خلال العصور الحديدية والفترات البابلية الجديدة والفارسية والهيلينستية. ظهر اسم إسرائيل لأول مرة في شاهدة الفرعون مرنبتاح حوالي 1209 ق.م، «دُمرت يزريآر، ولا بذور لها». كانت «إسرائيل» هذه كيانًا ثقافيًا وربما سياسيًا في المرتفعات الوسطى، وتم تأسيسها بشكل كافٍ بحيث ينظر إليها المصريون على أنها تحدٍ محتمل لهيمنتهم، إلا أنها مجموعة عرقية وليست دولة منظمة؛ تقول عالمة الآثار باولا ماكنوت: «من المحتمل ... في العصر الحديدي الأول [أن] السكان بدأوا يعرّفون أنفسهم على أنهم إسرائيليون»، يميزون أنفسهم عن غيرهم من خلال حظر الزواج المختلط، والتأكيد على تاريخ العائلة ونسبها ودينها.
ظهرت إسرائيل في منتصف القرن 9 ق.م، عندما أطلق الملك الآشوري شلمنصر الثالث اسم «أخاب الإسرائيلي» بين أعدائه في معركة قرقور (853). وظهرت يهوذا متأخرة نوعًا ما عن إسرائيل، ربما في القرن 9 ق.م، ولكن الموضوع مثير للجدل. دخلت إسرائيل في صراع مرير مع الإمبراطورية الآشورية الحديثة المتوسعة، والتي قسمت أراضيها في البداية إلى عدة وحدات أصغر ثم دمرت عاصمتها السامرة (722). أدت سلسلة من الحملات التي شنتها الإمبراطورية البابلية الحديثة بين 597 و 582 إلى تدمير يهوذا.
بعد سقوط بابل في يد الإمبراطورية الفارسية ، سمح كورش الكبير لليهود بالعودة إلى يهودا. كانت مملكة الحشمونائيم (التي أعقبتها ثورة المكابيين) موجودة خلال الفترة الهلنستية ثم مملكة هيرودس خلال الفترة الرومانية.

#### ممالك أخرى
تاريخ شبه الجزيرة العربية قبل الإسلام قبل ظهور الإسلام في عقد 630 م غير معروفة تفاصيله، حيث كانت الاستكشافات الأثرية في المنطقة قليلة. وتقتصر المصادر المكتوبة الأصلية على العديد من النقوش والعملات المعدنية من جنوب الجزيرة العربية. تتكون المواد الموجودة في المقام الأول من مصادر مكتوبة من حضارات أخرى (مثل المصريين والإغريق والفرس والرومان إلخ) أو التاريخ الشفهي الذي سجله علماء الإسلام فيما بعد. وازدهرت العديد من الممالك الصغيرة من تجارة البحر الأحمر والمحيط الهندي. أما ممالكها الرئيسية فكانت سبأ وأوسان والمناذرة وحمير والأنباط وإدوم. كانت أوغاريت موقعًا مهمًا في العصر الحجري الحديث بما يكفي لتحصينه بأسوار في بدايته، على الرغم من أن الموقع كان مأهولًا بالسكان قبل ذلك. أول دليل مكتوب يذكر المدينة أتي من مدينة إيبلا المجاورة حوالي 1800 ق.م. ودخلت أوغاريت في دائرة نفوذ مصر مما أثر بعمق في فنها. أصبحت الشعوب الكنعانية على طول الساحل الشامي من البحر الأبيض المتوسط أثرياء من خلال التجارة التي ألهمت الفينيقيين.
كانت فينيقيا حضارة قديمة تتمركز في شمال كنعان القديمة، مع قلبها على طول مناطق الشام الساحلية. كانت الحضارة الفينيقية ثقافة تجارية بحرية مغرية انتشرت عبر البحر الأبيض المتوسط بين الفترة من 1550 إلى 300 ق.م. أصبحت قرطاج إحدى المستعمرات الفينيقية، ثم دولة قوية في حد ذاتها.

### أفريقياالأفرو آسيوية

#### قرطاج
أسس المستوطنون الفينيقيون قرطاج سنة 814 ق.م قادمين من مدينة صور حاملين معهم إله المدينة ملقرت. وكانت للحضارة القرطاجية هيمنة غير رسمية على المدن الفينيقية في جميع أنحاء شمال إفريقيا وإسبانيا الحالية من 575 ق.م حتى 146 ق.م. كانت إلى حد ما تحت سيطرة المدينة-الدولة قرطاج بعد سقوط صور البابليون. وضمت المدينة في ذروة نفوذ إمبراطوريتها معظم غرب البحر الأبيض المتوسط. وكانت في حالة صراع دائم مع الجمهورية الرومانية، مما أدى إلى سلسلة من الصراعات المعروفة باسم الحروب البونيقية. وبعد الحرب البونيقية الثالثة والأخيرة، دمرت قرطاج ثم احتلتها القوات الرومانية. سقطت جميع الأراضي التي كانت تحت سيطرة قرطاج تقريبًا بيد الرومان.

#### مصر

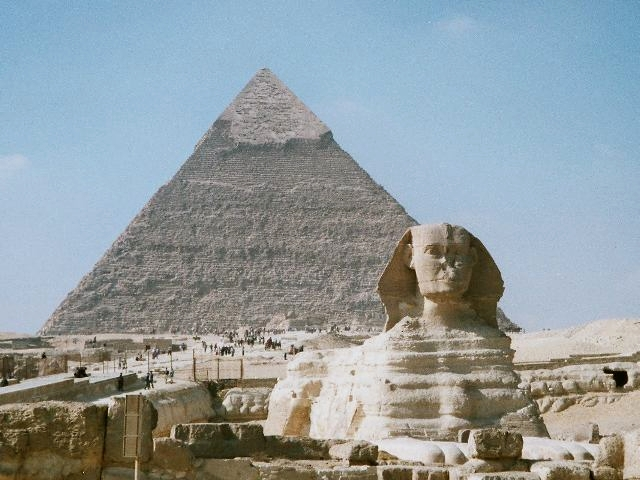
هرم خفرع (الأسرة الرابعة) وأبو الهول بالجيزة (حوالي 2500 ق.م أو ربما قبل ذلك)

كانت مصر القديمة حضارة مديدة بالعمر، وتقع جغرافيًا في شمال شرق إفريقيا. حيث تركزت على طول المجرى الأوسط إلى السفلي لنهر النيل ، ووصلت إلى أقصى امتداد لها في ألفية 2 ق.م، والتي يشار إليها باسم فترة المملكة الحديثة. فوصلت من دلتا النيل في الشمال حتى جنوب جبل البركل عند الشلال الرابع لنهر النيل. تضمن في مراحل مختلفة امتدادات نطاقها الجغرافي إلى جنوب بلاد الشام والصحراء الشرقية وساحل البحر الأحمر وشبه جزيرة سيناء والصحراء الغربية (وتركزت في الواحات المتعددة).
تطورت مصر القديمة على مدى ثلاثة آلاف ونصف عام على الأقل. بدأت مع التوحيد الأول لنظام وادي النيل حوالي 3500 ق.م ويعتقد تقليديًا أنها انتهت سنة 30 ق.م عندما غزت الإمبراطورية الرومانية المبكرة وأخضعت مصر البطلمية لتجعلها مقاطعة. (على الرغم من أن هذه الفترة الأخيرة لم تمثل الفترة الأولى للهيمنة الأجنبية، إلا أن الفترة الرومانية شهدت تحولًا ملحوظًا، وإن كان تدريجيًا في الحياة السياسية والدينية لوادي النيل ، مما يدل فعليًا إلى انتهاء التطور الحضاري المستقل).
كانت حضارة مصر القديمة مبنية على سيطرة متوازنة بدقة على الموارد الطبيعية والبشرية، فتميزت في المقام الأول بالري المتحكم به في وادي النيل الخصب؛ واستغلال المعادن بالوادي والمناطق الصحراوية المحيطة؛ وتطوير نظام الكتابة المستقل والأدب؛ وتنظيم المشاريع الجماعية، والتجارة مع الدول المحيطة في شرق ووسط أفريقيا وشرق البحر الأبيض المتوسط؛ أخيرًا المشاريع العسكرية التي أظهرت خصائص قوية للهيمنة الإمبراطورية، والسيطرة الإقليمية للثقافات المجاورة في فترات مختلفة. كان تحفيز وتنظيم هذه الأنشطة عبارة عن نخبة اجتماعية وسياسية واقتصادية حققت ترابط اجتماعيًا عن طريق نظام تفصيلي من المعتقد الديني تحت شكل الحاكم (شبه الإلهي) (عادةً ما يكون ذكرًا) من سلسلة متعاقبة من السلالات الحاكمة وما يرتبط بذلك للعالم الأكبر عن طريق المعتقدات الوثنية.

#### النوبة

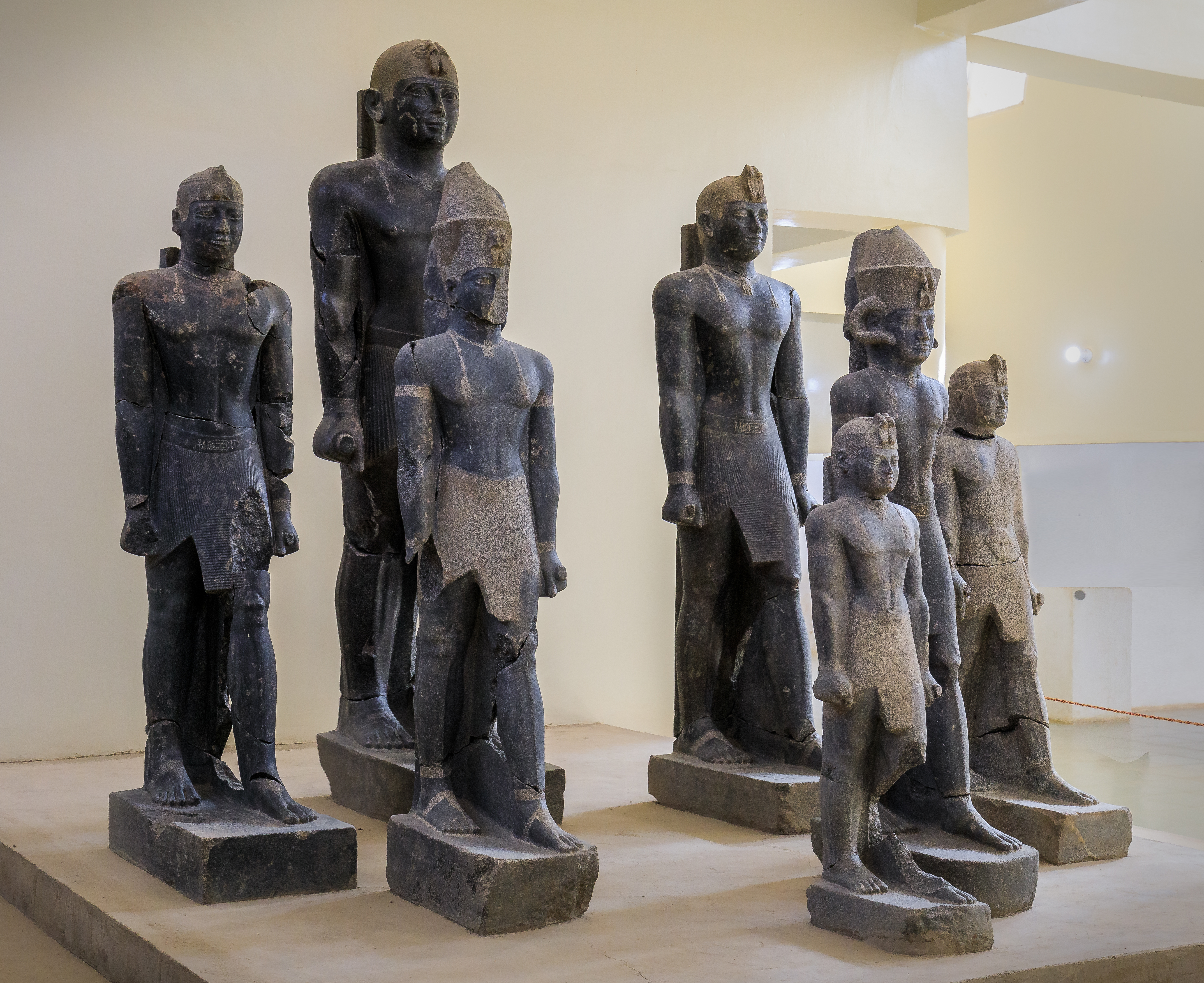
فراعنة النوبة

تشكلت الحضارة الكوشية والتي تُعرف أيضًا بالنوبة، قبل فترة من التوغل المصري في المنطقة. نشأت الثقافات الأولى فيما يعرف الآن بالسودان قبل عصر توحيد مصر، وتعرف الثقافة الأكثر انتشارًا باسم حضارة كرمة. أشار المصريون إلى النوبة باسم (تا سيتي أو أرض القوس)، حيث كان النوبيون معروفين بكونهم خبراء بالرماية. واشتركت الحضارتان بوفرة التبادل الثقافي السلمي والتعاون، بما في ذلك الزيجات المختلطة وحتى الآلهة هي نفسها. فاندمج النوبيون في المملكة الحديثة بحيث لا يمكن تمييزهم كما في السجل الآثاري عن المصريين. وقد استمرت مملكة كوش لفترة أطول من مصر، وفي أقصى امتداد لها أنها حكمت مصر (تحت قيادة الملك بعنخي)، وسيطرت على مصر في القرن 8 ق.م باعتبارها الأسرة الخامسة والعشرين.
وفي السجلات اليونانية والرومانية القديمة يشار إلى النوبة باسم إثيوبيا. وفقًا ليوسيفوس وغيره من الكتاب الكلاسيكيين، غطت الإمبراطورية الكوشية كل إفريقيا، وبعض أجزاء من آسيا وأوروبا من وقت لآخر. وعلى عكس المصريين كان لدى النوبيين عدد كبير من الملكات الحاكمة المعروفين أيضًا باسم كنداكة وهو أمر غير عادي، خاصة خلال العصر الذهبي للفترة المروية. وعلى عكس بقية ممالك العالم في ذلك الوقت فقد مارست النساء في النوبة سيطرة كبيرة في المجتمع. واشتهر الكوشيون أيضًا بدفن ملوكهم جنبًا إلى جنب مع جميع حاشيتهم في مقابر جماعية. كما بنى الكوشيون تلال الدفن والأهرامات، وتقاسموا مع المصريين بعض الآلهة المعبودة، مثل آمون وإيزيس.

#### بلاد البونت

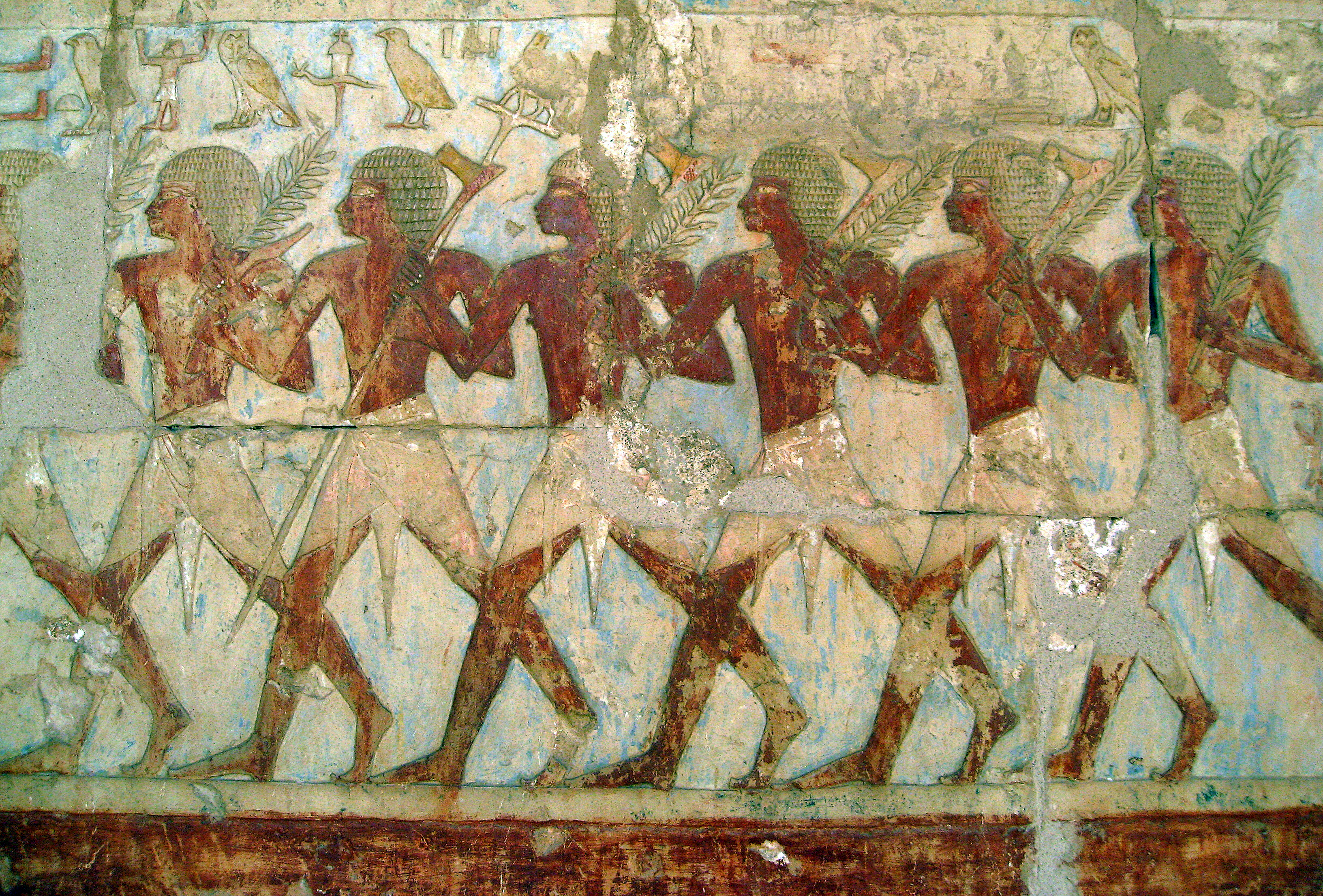
جنود مصريون من بعثة حتشبسوت إلى أرض البنط كما صورت في معبدها في الدير البحري.

بلاد البونت والتي أطلق عليها المصريون القدماء اسم بوينيت أو بويني، كانت شريكًا تجاريًا معروفًا بإنتاج وتصدير الذهب والصمغ العطري والخشب الأسود الأفريقي والأبنوس والعاج والعبيد والحيوانات البرية. وقد عثر على معلومات حول البنط في السجلات المصرية القديمة للبعثات التجارية إلى تلك المنطقة. لا يزال موقعها الدقيق لغزا. الرأي السائد هو أنها كانت تقع في الجنوب الشرقي من مصر، على الأرجح على ساحل القرن الأفريقي. يقول عالم الآثار ريتشارد بانكهورست:
تم الاستدلال على [البنط] بأنها تقع على أراضي الساحل العربي والقرن الأفريقي معًا. ولكن بالنظر في الكتابات عما جلبه المصريون من البنط -بالذات الذهب والعاج- يشير إلى أنها كانت في الأساس من أصل أفريقي.... هذا يقودنا إلى افتراض أن مصطلح البنط ربما ينطبق على أفريقيا أكثر من الأراضي العربية.
تم تنظيم أول رحلة استكشافية مصرية مسجلة إلى البنط كانت من قبل الفرعون ساحو رع من الأسرة الخامسة (القرن 25 ق.م) على الرغم من ذكر السجلات بأن ذهب البنط كان في مصر منذ عهد الملك خوفو من الأسرة الرابعة في مصر. وقد جرى بعدها العديد من الرحلات الاستكشافية إلى البنط في الأسر السادسة والحادية عشر والثانية عشر والثامنة عشر. وقد اشتهر في الأدب الشعبي للأسرة الثانية عشر عن التجارة مع البنط في «حكاية الملاح التائه».

#### أكسوم وأثيوبيا القديمة

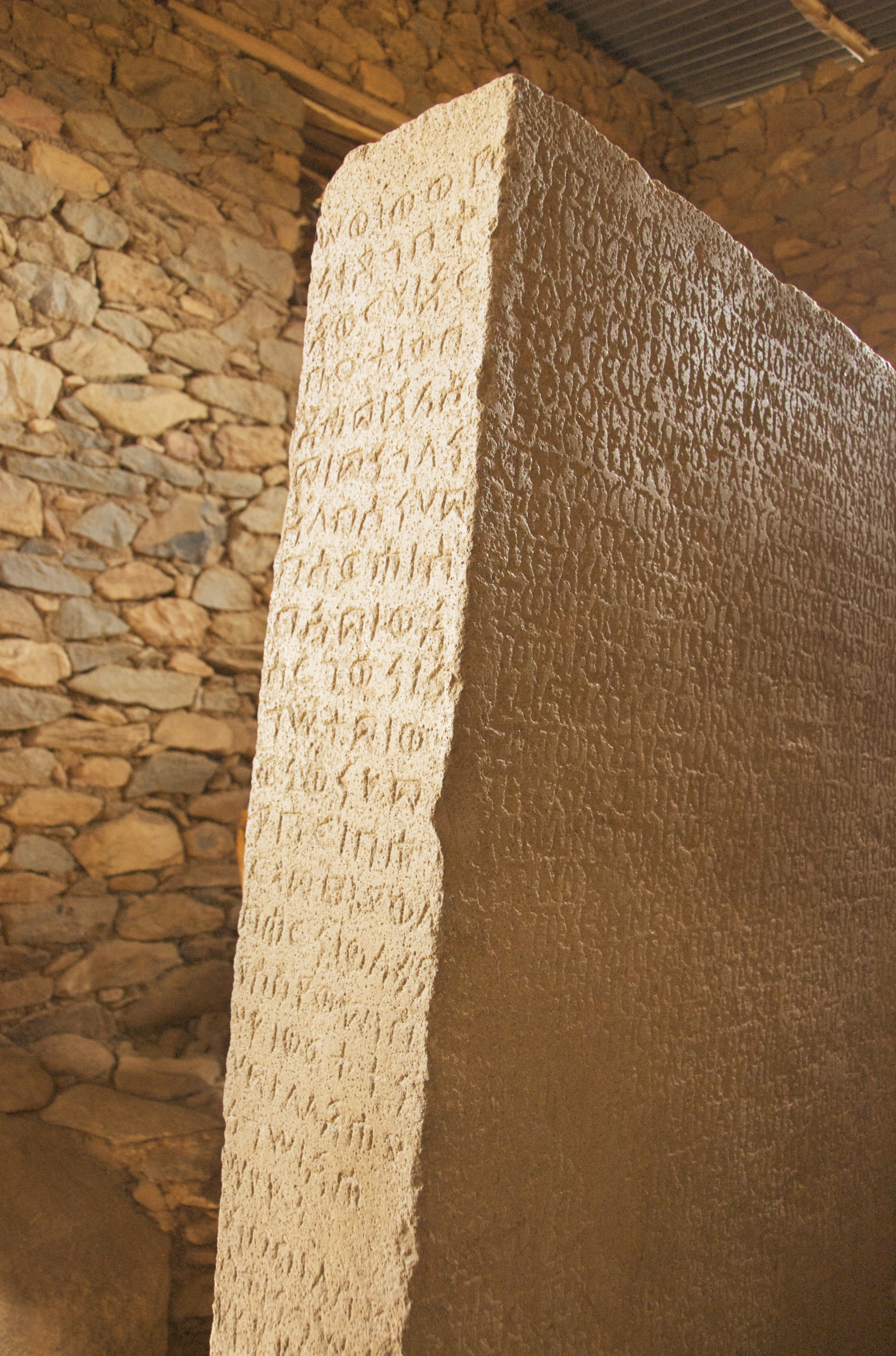
يسجل حجر عيزانا تحول الملك عيزانا إلى المسيحية وغزواته على جيرانه.

كانت مملكة أكسوم مملكة تجارية مهمة في شمال شرق إفريقيا تمركزت في إريتريا الحالية وشمال إثيوبيا، وبقيت موجودة من حوالي 100-940 م، ونمت من العصر الحديدي الأكسومي البدائي في القرن 4 ق.م تقريبًا ليبرز شأنها بحلول القرن الأول ميلادي. وفقًا لكتاب أكسوم، فإن أول عاصمة لأكسوم كانت مزابر، بناها إيتيوبيس ابن كوش. وقد انتقلت العاصمة فيما بعد إلى أكسوم في شمال إثيوبيا. استخدمت المملكة اسم إثيوبيا في بداية القرن الرابع.
بلغت إمبراطورية أكسوم ذروتها أوائل القرن 6، وامتدت إلى معظم إثيوبيا الحالية، وإلى اليمن عبر البحر الأحمر. وكانت أيضًا واحدة من أوائل الإمبراطوريات الكبرى التي اعتنقت المسيحية. وتقع أطلال العاصمة أكسوم في شمال إثيوبيا. وقد ذكرت أكسوم في القرن الأول الميلادي في كتاب دليل البحر الإريتري باعتباره سوقًا مهمًا للعاج، ويصدر إلى جميع أنحاء العالم القديم، ويذكر أن حاكم أكسوم في القرن الأول الميلادي كان زوسكاليس والذي سيطر أيضًا على ميناءين على البحر الأحمر: عدوليس (بالقرب من مصوع) وأفاليتس (عصب (مدينة)). ويقال أنه كان على دراية بالأدب اليوناني. وذكر بأن أكسوم هي المكان المزعوم لتابوت العهد ومنزل لملكة سبأ.

#### ماكروببيا ودول المدن البربرية

إعادة بناء Oikumene (العالم المأهول) كما وصفه هيرودوت في القرن 5 ق.م.

ماكروبيا هي مملكة قديمة تقع في القرن الأفريقي (الصومال حاليًا) وقد ورد ذكرها في القرن 5 ق م. وفقًا لرواية هيرودوت فقد أرسل الملك الفارسي قمبيز الثاني بعد غزو مصر (525 ق.م) سفراء إلى ماكروبيا، حاملاً هدايا فاخرة لملكها لإغرائه بالخضوع. فرد الحاكم الماكروبي -الذي تم انتخابه بناءً على مكانته جزئيًا على الأقل- بتحدي لنظيره الفارسي بأن أرسل له قوسًا غير موتور: فإن تمكن الفرس من توتيره، فسيكون لهم الحق في غزو بلاده؛ ولكن حتى ذلك الحين يجب أن يشكروا الآلهة لأن الماكروبيين لم يقرروا أبدًا غزو إمبراطوريتهم.
كان الماكروبيون قوة إقليمية مشهورة بهندستها المعمارية المتقدمة وثروتها من الذهب، والتي كانت وفيرة لدرجة أنهم قيدوا سجناءهم بسلاسل من الذهب.
وبعد انهيار ماكروبيا، ظهرت العديد من دول المدن القديمة الغنية، مثل أوبون وايسينا وسرابيون ونيكون وموسيلون ومالاو ودامو وموسيلون بالقرب من رأس عسير من الألفية 1 ق.م إلى 500 م نافست السبئيون والفرس والأكسوميون في التجارة الهندية اليونانية الرومانية الغنية وازدهرت على طول الساحل الصومالي. وطوروا شبكة تجارية مربحة في إطار منطقة تُعرف مجتمعة في دليل البحر الأرتيري من البحر الأحمر باسم البربرية.

### النيجر-كونغو الأفريقية

#### حضارة النوق

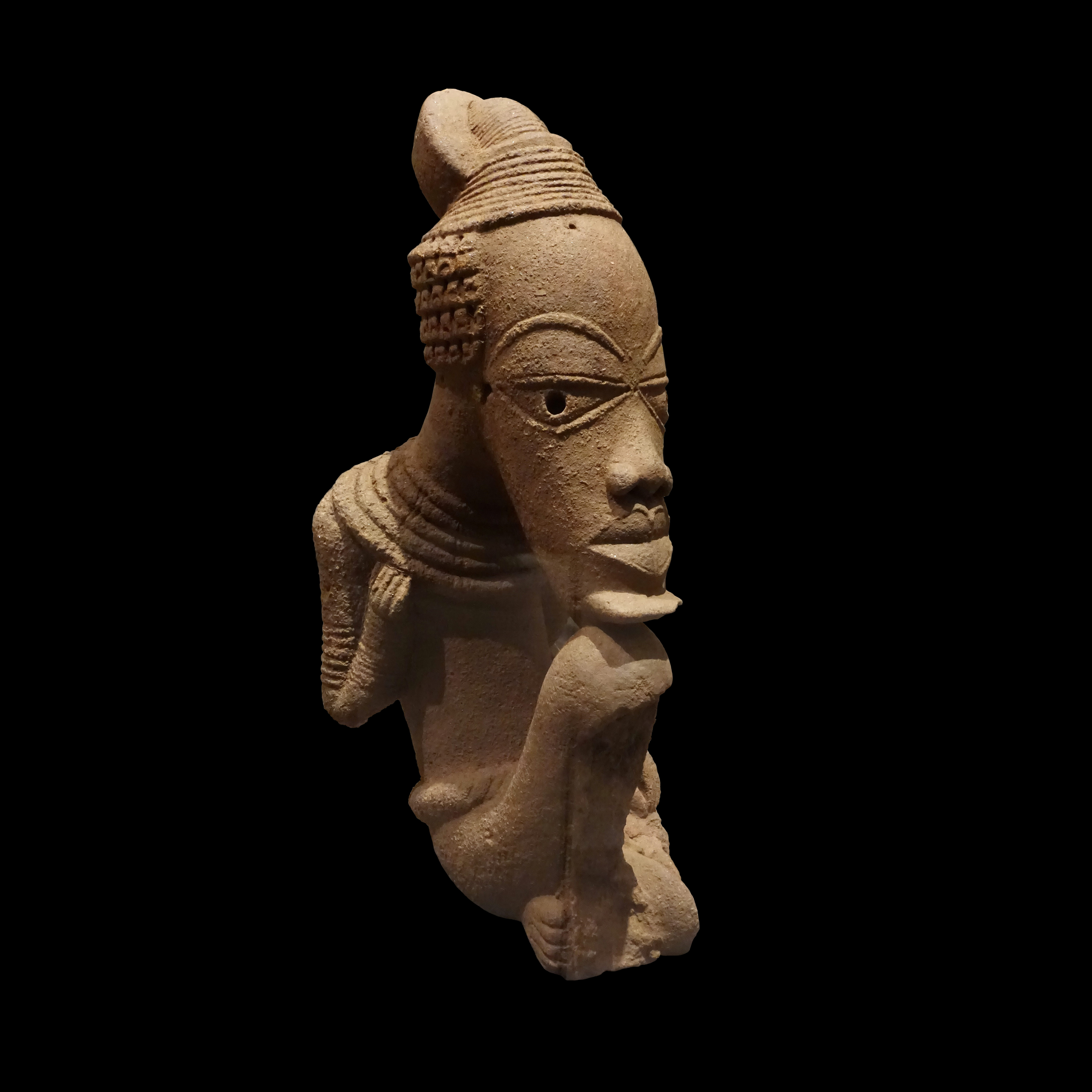
نحت من ثقافة النوق لشخص جلبس

ظهرت حضارة النوق في غرب أفريقيا أي وسط نيجيريا حوالي 1000 ق.م، واختفت بشكل غامض حوالي 200 م. يُعتقد أن النظام الاجتماعي للحضارة كان متقدمًا للغاية. واعتبرت أنها أول حضارات أفريقيا جنوب الصحراء إنتاجاً لتماثيل الطين النضيج «التيراكوتا» بحجم الإنسان اكتشفها علماء الآثار. كما استخدم النوق صهر الحديد الذي ربما تم تطويره بشكل مستقل. وهناك منحوتة للنوق موجودة في معهد منيابولس للفنون، تجسد شخصًا بارزًا جالسًا ممسكا بعصا الراعي على ذراعه اليمنى وحصادة على اليسار. هذه هي رموز السلطة المرتبطة بالفراعنة المصريين القدماء، والإله أوزيريس مما يشير إلى وجود نمط مصري قديم للبنية الاجتماعية وربما الدينية في منطقة نيجيريا الحديثة خلال العصر الفرعوني المتأخر. (معلومات مقتطفة منسوخ من نيجيريا ومقالات ثقافة نوك).

### الساحل

#### جيني جنو
تقع حضارة جيني جنو في وادي نهر النيجر في دولة مالي وتعتبر من أقدم المراكز الحضرية وأفضل المواقع الأثرية المعروفة في أفريقيا جنوب الصحراء. يقع هذا الموقع الأثري على بعد حوالي 3 كيلومترات (1.9 ميل) من المدينة الحديثة ويُعتقد أنها ساهمت في التجارة البعيدة، وربما بدأت عندهم زراعة الأرز الأفريقي. وقد تجاوزت مساحة الموقع 33 هكتارًا (82 فدانًا)؛ ومع ذلك فإن أعمال المسح المكثفة لم تأكد ذلك. من المعروف أن الموقع كان مأهولا منذ سنة 250 ق.م إلى 900 م. وقد هجر الأهالي موقع المدينة القديم، وانتقلوا إلى موقع المدينة الحالي بعد انتشار الإسلام واحاطوا بجامع جيني الكبير. كان من المفترض أن شبكات التجارة المتقدمة والمجتمعات المعقدة لم تكن موجودة في المنطقة حتى وصول التجار من جنوب غرب آسيا. إلا أن مواقع مثل جيني جنو دحضت ذلك، فقد ازدهرت تلك الحضارة في غرب إفريقيا قبل فترة طويلة. كما برزت مدن مماثلة لجيني جنو في موقع ضياء في مالي على طول نهر النيجر منذ حوالي 900 ق.م.

#### تيشيت وولاتة
كان تيشيت وولاتة من أقدم المراكز الحضرية، حيث يعود تاريخها إلى 2000 ق.م في موريتانيا الحالية. وتحوي حوالي 500 مستوطنة حجرية منتشرة في المنطقة في السافانا السابقة للصحراء. كان سكانها يصطادون السمك ويزرعون الدخن. لقد وجد أن السننكية وهم من شعوب الماندية هم من بنى تلك المستوطنات. ولكن في حوالي 300 ق.م أصبحت المنطقة أكثر جفافاً وبدأ سكانها بالهجرة والانتقال على الأرجح نحو كومبي صالح. ومن نوع العمارة والفخار يُعتقد أن تيشيت كانت مرتبطة بإمبراطورية غانا اللاحقة. بدأت جين القديمة (جيني) بالاستقرار حوالي 300 ق.م، وأنتجت الحديد وكان بها عدد كبير من السكان، كما يتضح في المقابر المزدحمة. ويُعتقد أن سكان هذه المستوطنات ومنشئيها خلال هذه الفترات كانوا أسلافًا لشعب السننكي.

### جنوب آسيا
بيرانا أحد أقدم المواقع العصر الحجري الحديث في شبه القارة الهندية، ويقع على منظومة نهر نهر غاغهر-هاكرا (ساراسواتي) القديم في ولاية هاريانا الهندية حاليًا، ويعود تاريخه إلى حوالي 7600 ق.م. ومن المواقع الأثرية الأخرى: لاهوراديوا في منطقة الغانج الأوسط وجوسي بالقرب من التقاء نهري الغانج ونهر جمنة، وكلاهما يعود تاريخهما إلى حوالي 7000 ق.م. واستمر العصر الحجري الحديث الأسيراميك في مهرغاره من 7000 إلى 5500 ق.م، واستمر معها العصر الحجري الحديث الخزفي حتى 3300 ق.م؛ مزجها في العصر البرونزي المبكر. وتعد مهرغاره أحد أقدم المواقع التي ظهرت فيها أدلة على الزراعة والرعي في شبه القارة الهندية. وعاش سكانها الأوائل في منازل مبنية من الطوب اللبن، وخزنوا حبوبهم في مخازن الحبوب، وصنعوا الأدوات من خام النحاس المحلي، وصنعوا حاويات سلالهم الكبيرة بالبيتومين. وزرعوا الشعير المكون من ستة صفوف والقمح وحيد الحبة وثنائي الحبة والعناب والتمر ورعوا الأغنام والماعز والماشية. بذل سكان الفترة اللاحقة (5500 ق.م إلى 2600 ق.م) جهدًا كبيرًا في الصناعات اليدوية، مثل تشذيب الصوان والدباغة وإنتاج الخرز والأعمال المعدنية. استمر السكن بالمستوطنة حتى حوالي 2600 ق.م.

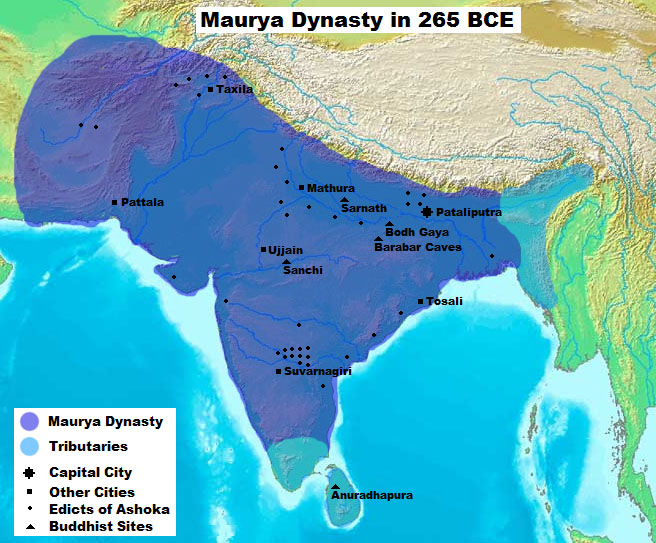
خريطة سياسية للإمبراطورية الماورية، وتظهر المدن المهمة، مثل العاصمة باتالي بوترا وموقع تنوير بوذا.

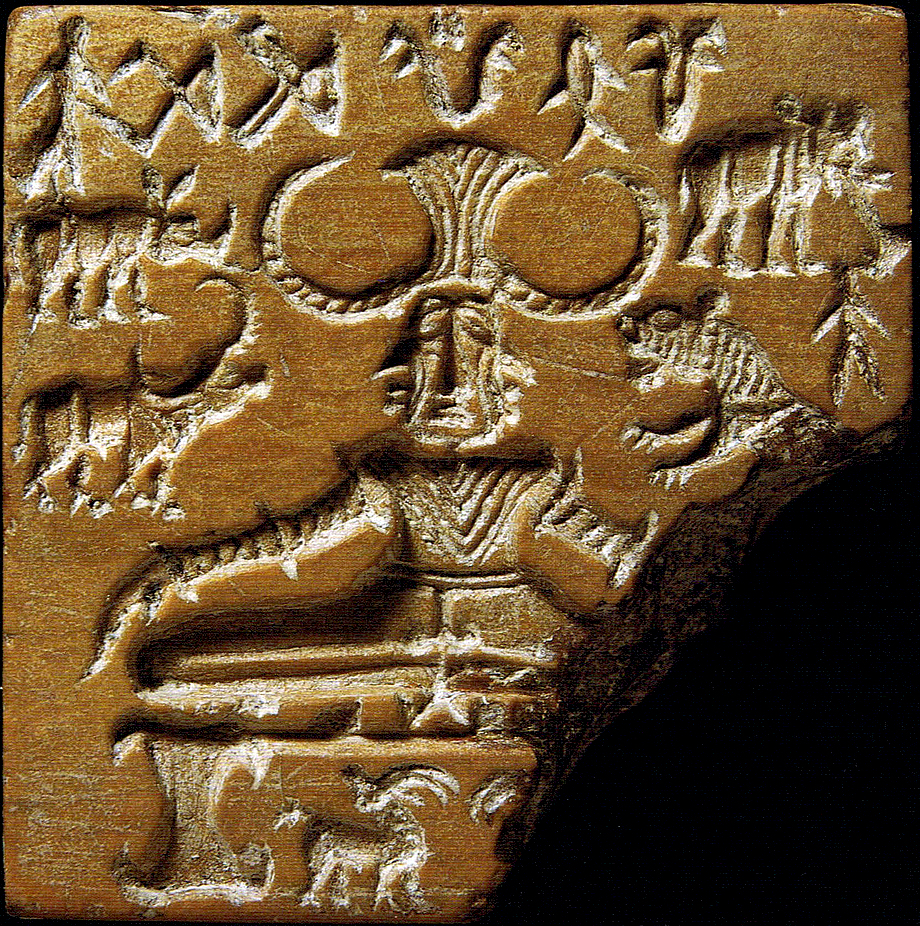
تمثيل محتمل لليوغي أو بداية الشيفا 2600-1900 ق.م

حضارة وادي السند (ظهرت من 3300-1700 ق.م، وازدهرت مابين 2600-1900 ق.م) هي حضارة قديمة ازدهرت في مناطق نهري السند ونهر غاغهر-هاكرا، وظهرت مواقع لها في شرق أفغانستان وباكستان وغرب الهند. واكتشفت مواقع صغيرة متفرقة في أماكن بعيدة مثل تركمانستان. اسم آخر لهذه الحضارة هو حضارة هارابان، على اسم أول مدنها التي تم التنقيب عنها، هارابا في مقاطعة البنجاب الباكستانية. وقد أسمى السومريون تلك الحضارة باسم ملوخا، وربما كانت هناك اتصالات تجارية الأخرى مصر وإفريقيا، ولكن العالم الحديث اكتشف ذلك فقط في عشرينيات القرن الماضي نتيجة الحفريات الأثرية وبناء طرق السكك الحديدية.
مثلت ولادة مهافيرا وبوذا في القرن 6 ق م بداية التاريخ المدون بدقة في المنطقة. وفي نفس القرن أي سنة 522 ق م هاجم الأخمينيون بقيادة داريوس مناطق من أفغانستان وباكستان مكونًا حدودها الشرقية. وقيل أن مقاطعات السند والبنجاب هي أغنى المرزبانيات الإمبراطورية الفارسية، وأمدت بالعديد من الجنود لمختلف الحملات الفارسية. من المعروف أن كتيبة هندية قاتلت في جيش خشايارشا الأول في حملته إلى اليونان. ذكر هيرودوت أن مرزبانية نهر السند زودت الجيش الفارسي بسلاح الفرسان والمركبات. وذكر أيضًا أن شعب السند كانوا يرتدون أسلحة من القطن ويحملون أقواسًا وسهامًا من قصب السكر مغطاة بالحديد، وذكر أنه في 517 ق.م أرسل داريوس رحلة استكشافية بقيادة سكايلاكس لاستكشاف نهر السند. وفي ظل الحكم الفارسي ازدهر النظام الزراعي والتجارة داخل الأراضي الشاسعة للإمبراطورية. أعقب الإمبراطورية الفارسية غزو جيش الإغريق بقيادة إسكندر. وقد كان إسكندر مصممًا على الوصول إلى أقصى الحدود الشرقية للإمبراطورية الفارسية، إلا أنه لم يستطع مقاومة إغراء غزو الهند (أي منطقة البنجاب)، والتي قسمت في ذلك الوقت إلى زعامات صغيرة لرؤساء القبائل الذين كانوا من خصوم الإمبراطورية الفارسية. فضم إسكندر المنطقة إلى إمبراطوريته الواسعة. يعود تاريخ ريجفدا بالسنسكريتية إلى حوالي 1500 ق.م. فالتقليد الأدبي الهندي هو تاريخ شفوي يصل إلى الفترة الفيدية في ألفية 2 ق.م.

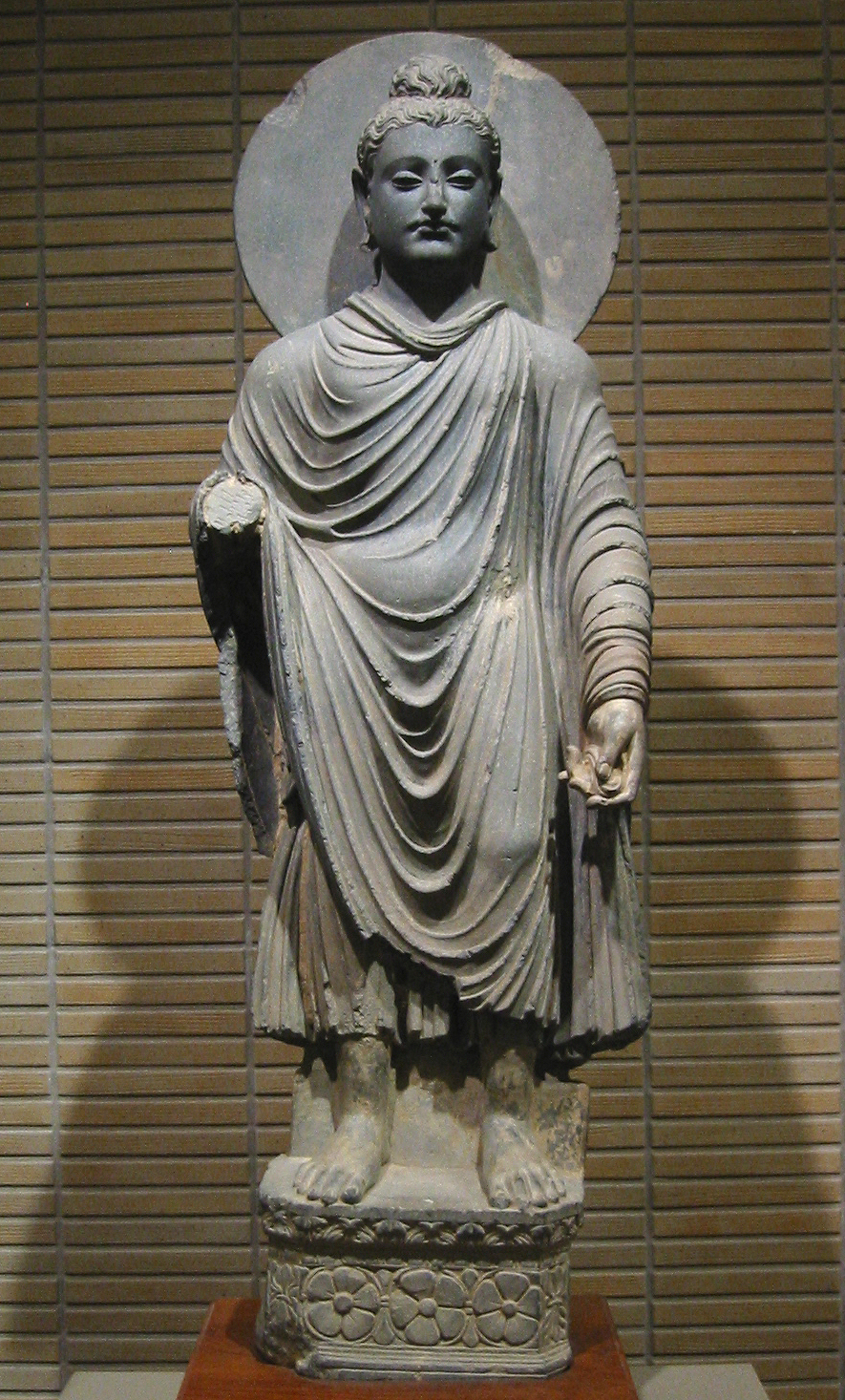
بوذا الإغريقي منتصبا، غاندارا القرن الأول م.

عادةً ما تُعرّف الهند القديمة للإشارة إلى العصر الذهبي لثقافة الهند الكلاسيكية، الذي ظهر في الأدب السنسكريتي بدءًا من حوالي 500 ق.م مع ستة عشر مملكة والجمهوريات المعروفة باسم ماهاجانابادا، والتي امتدت عبر سهل الغانج الهندي من أفغانستان إلى بنغلاديش الحالية. أكبر تلك الدول كانت ماجادها وكوسالا وكورو وغاندارا. وتجدر الإشارة إلى أن الملاحم العظيمة لرامايانا ومهابهاراتا متجذرة في تلك الفترة الكلاسيكية.
من بين ستة عشر ماهاجانابادا برزت مملكة ماجادها تحت حكم عدد من السلالات التي بلغت ذروتها في عهد أشوكا الماوري، أحد أباطرة الهند الأسطوريين والأكثر شهرة. وفي عهده كانت السلالات الأربع من تشولا وشيرا وبانديا تحكم في الجنوب، بينما كان الملك ديفانامبيا تيسا (250-210 ق.م) حاكما على مملكة أنورادابورا (سريلانكا حاليًا). ومع أن تلك الممالك ليست جزءًا من إمبراطورية ماوريا إلا أنها على علاقة ودية مع الملك أشوكا. كان هناك تحالف قوي بين ديفانامبيا تيسا وأشوكا الهندي، الذي أرسل أربعة رهبان (ماهيندا) أراهات ومبتدئًا إلى سريلانكا. وقد التقى بهم ديفانامبيا تيسا في مهينتالي. وبعد اللقاء اعتنق البوذية وأنشئ الرهبانية البوذية بقيادة أراهات ماهيندا في البلاد، وشجع على ترسيخها.
تُعرف الفترة بين 320-550 م بالعصر الكلاسيكي، عندما تمكنت إمبراطورية جوبتا من توحيد معظم شمال الهند في تلك الفترة. حيث سادها السلام النسبي وتطبيق القانون والنظام وإنجازات واسعة في الدين والتعليم والرياضيات والفنون والأدب السنسكريتية والدراما. أصبحت القواعد والتكوين والمنطق والميتافيزيقا والرياضيات والطب وعلم الفلك متخصصة بشكل متزايد ووصلت إلى مستوى متقدم. وقد تضعضعت تلك الإمبراطورية، حتى دُمرت في النهاية بسبب غارات الهونا (فرع من هياطلة أو الهون البيض القادمين من آسيا الوسطى). وتمكن هارشا (حكم 606-647) من توحيد شمال الهند لفترة وجيزة.
كانت اللغة السنسكريتية هي لغة الأدب في ذلك الوقت، في حين كان يطلق على لهجات عامة السكان في شمال الهند باسم براكريت. وقد جرى تداول تجاري لساحل مليبار الهندي الجنوبي وشعب التاميل في حقبة سانجام مع العالم اليوناني الروماني. وكانوا على اتصال بالفينيقيين والرومان والإغريق والعرب والسوريين واليهود والصينيين.
كانت لمناطق جنوب آسيا وبالذات الهند وباكستان أكبر اقتصاد في العالم بين القرنين الأول والخامس عشر الميلاديين، حيث كانت تسيطر على ما بين ثلث وربع ثروة العالم حتى زمن مغول الهند، وبعدها تراجعت بسرعة خلال الحكم البريطاني.

### شرق آسيا

#### الصين

نص نبوءة على عظم من أسرة شانغ

الحضارة الصينية التي نشأت في وادي النهر الأصفر هي واحدة من خمس حضارات أصيلة في العالم. وقبل ظهورها سادت ثقافات العصر الحجري الحديث في لونغشان وحضارة يانغ شاو والتي يعود تاريخها إلى 5000 ق.م وتعيش في مدن مسورة، ومن المحتمل أن لديها تنظيمات اجتماعية من الزعامات المعقدة. كانت ممارسة زراعة الأرز أمرًا حيويًا لاستقرار الحياة في الصين.
وتستدل الفترة الأولى من سلالة شانغ المذكورة في التاريخ التقليدي (من 1600 إلى 1300 ق.م) حسب الاكتشافات الأثرية في إرليغانغ وتشنغتشو ويانشي جنوبي النهر الأصفر في مقاطعة هينان الحالية. وكانت آخر عاصمة لشانغ (حوالي 1300-1046 ق.م) هي آنيانغ (وأيضًا في خنان)، واستدل عليها من خلال اكتشاف أقدم النصوص الصينية ونقوش سجلات العرافة على عظام وأصداف الحيوانات - وما إلى ذلك - فيما يسمى «عظام أوراكل».
ومع نهاية الألفية 2 ق.م، تعرضت مملكة شانغ للإجتياح من مملكة تشو قادمين من وادي نهر ويي إلى الغرب. أدت وفاة الملك وو ملك تشو بعد فترة وجيزة من الغزو إلى أزمة خلافة وحرب أهلية قمعها شقيقه أمير تشو، بصفته وصيًا على العرش. وقد طبق ملوك تشو في ذلك الوقت مفهوم انتداب السماء لإضفاء الشرعية على حكمهم، وهو مفهوم كان له تأثير على جميع السلالات المتعاقبة تقريبًا. أسست تشو عاصمتهم في البداية في الغرب بالقرب من مدينة شيان الحديثة بالقرب من النهر الأصفر، لكنهم أداروا سلسلة من التوسعات في وادي نهر يانغتسي. وكانت تلك أول هجرات سكانية عديدة من الشمال إلى الجنوب في تاريخ الصين.

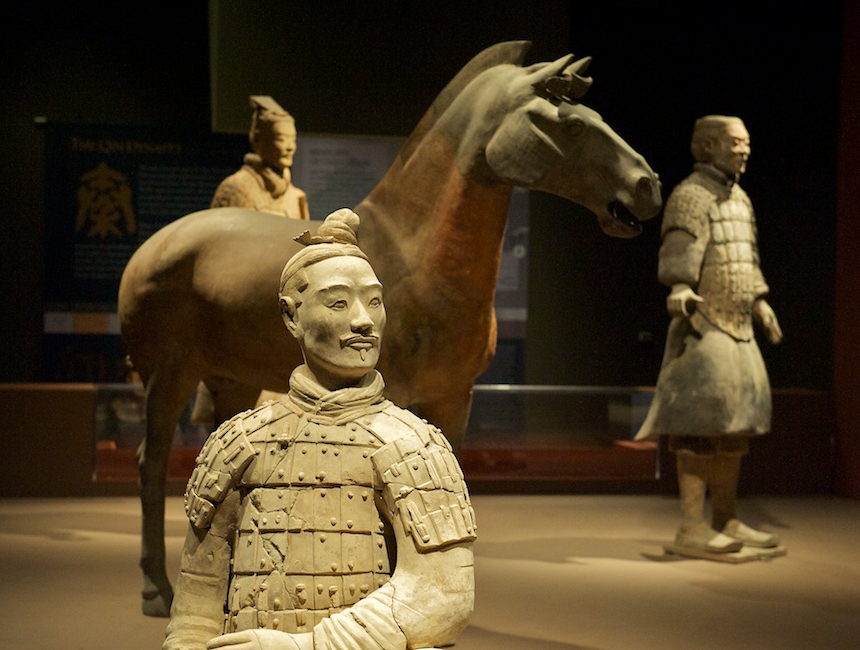
جيش التيراكوتا في عهد الملك تشين شي هوانج

أصبحت سلطة مملكة تشو في القرن الثامن ق.م ضعيفة ولامركزية في فترة سميت بفترة الربيع والخريف نسبة لكتاب حوليات الربيع والخريف. وفي تلك الحقبة بدأ القادة العسكريون لمملكة تشو المحليون بفرض هيمنتهم والتنافس فيما بينهم على النفوذ. ثم تفاقم الوضع بعد غزو شعوب أخرى من الشمال الغربي مثل قوانرونغ، مما أجبر تشو على نقل عاصمتها شرقًا نحو لويانغ. وكانت تلك هي المرحلة الثانية الكبيرة لسلالة تشو: أو تشو الشرقية. ونتيجة لذلك نشأت مئات الولايات، حيث احتفظ القادة المحليون الأقوياء بالسلطة السياسية لمناطقهم، وإن خضعوا إسميا لملوك تشو. ثم أطلقوا على أنفسهم ألقابًا ملكية. وفي تلك الحقبة ازدهرت مدارس الفكر المئة للفلسفة الصينية، وتأسست حركات فكرية مؤثرة مثل الكونفوشيوسية والطاوية والشرعوية والموهية، وكان ذلك استجابة للمتغيرات السياسية المحيطة. تتميز فترة الربيع والخريف بانهيار قوة تشو المركزية. وتألفت الصين الآن من مئات الدول، بعضها بحجم قرية بها حصن.
استمر التوحيد السياسي للصين مع نهاية القرن 5 ق.م، بحيث بقيت سبع ولايات بارزة مستقلة، وتعرف السنوات التي تقاتلت فيها تلك الدول مع بعضها البعض باسم حقبة الممالك المتحاربة. على الرغم من بقاء ملك تشو حتى سنة 256 ق.م، إلا أنه كان زعيمًا صوريًا ولم يكن لديه إلا بعض القوة. نظرًا لضم الأراضي المجاورة لتلك الولايات المتحاربة -مثل مقاطعات سيتشوان ولياونينغ الحديثة- إلا أنها خضعت لنظام تقسيم إداري محلي جديد مثل القيادة والعمالة. كان هذا النظام مستخدمًا منذ فترة الربيع والخريف ولا يزال من الممكن رؤية أجزاء منه في النظام الحديث لشينغ وشيان (إقليم ومقاطعة). بدأ التوسع الأخير لتلك الفترة في عهد تشين شي هوانج ملك تشين. أتاح توحيده للقوى الست الأخرى وضم المزيد من المناطق الحديثة لجيجيانغ وفوجيان وغوانغدونغ وقوانغشي سنة 214 ق.م بأن يعلن نفسه الإمبراطور الأول (تشين شي هوانج).

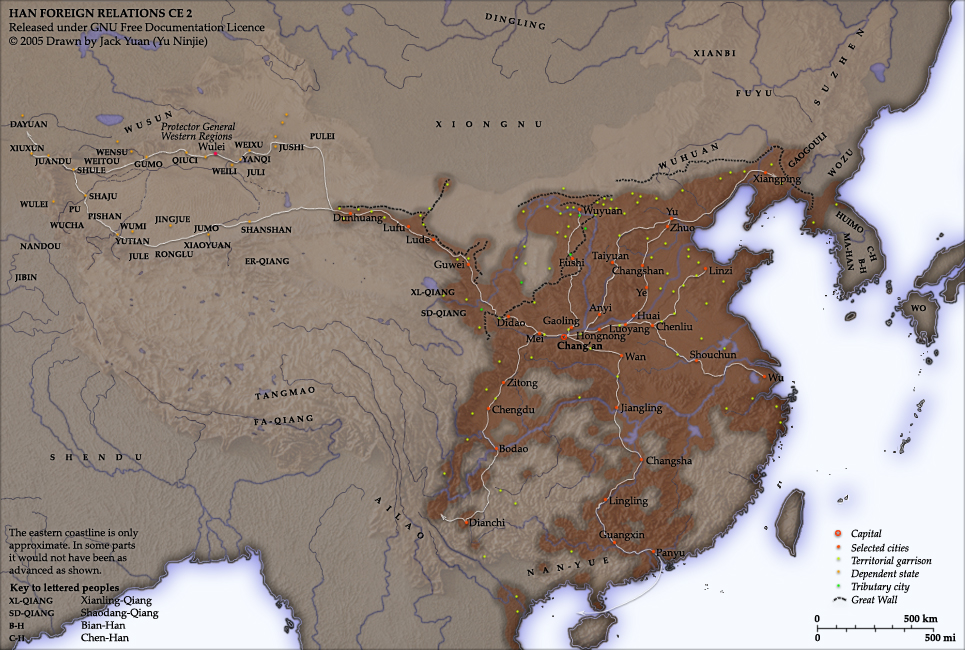
سيطرة سلالة هان الصينية على منطقة شرق آسيا مع بداية الألفية الأولى م.

حكم تشين شي هوانج الصين الموحدة حكمًا مباشرًا وبالسلطة المطلقة. على النقيض من الحكم اللامركزي والإقطاعي للأسر الحاكمة السابقة، فقد أنشأ تشين عددًا من القيادات في جميع أنحاء البلاد التي استجابت مباشرة له. وعلى الصعيد الوطني تم تطبيق فلسفة قانونية وتم حظر المنشورات التي تروج للأفكار المتنافسة مثل الكونفوشيوسية. وفي عهده أنشأت الصين الموحدة أول سور عظيم دائم باستخدام السخرة. وقد شن غزوات إلى الجنوب لضم فيتنام. وبعد وفاة الإمبراطور ثار المتمردون ضد حكم تشين الوحشي في حروب أهلية جديدة، حتى تمكنت سلالة هان من حكم الصين لأكثر من أربعة قرون في فترة طويلة من الازدهار، مع انقطاع قصير من قبل سلالة شين. لعبت أسرة هان دورًا كبيرًا في تطوير طريق الحرير والذي تمكن من نقل الثروة والأفكار خلال الألفية، كما اخترع الورق. على الرغم من أن الهان تمتعوا بنجاح عسكري واقتصادي كبير، إلا أنهم تعرضوا للتوتر بسبب صعود الأرستقراطيين الذين عصوا الحكومة المركزية. أثار الإحباط العام باندلاع تمرد العمامات الصفراء. وعلى الرغم من فشل التمرد إلا أنه عجل بسقوط الإمبراطورية. وفي سنة 208 م انقسمت أسرة هان إلى ممالك متنافسة. وبقيت الصين منقسمة حتى 581 تحت حكم سوي؛ وخلال حقبة الانقسام دخلت البوذية الصين لأول مرة.

#### جيران الصين

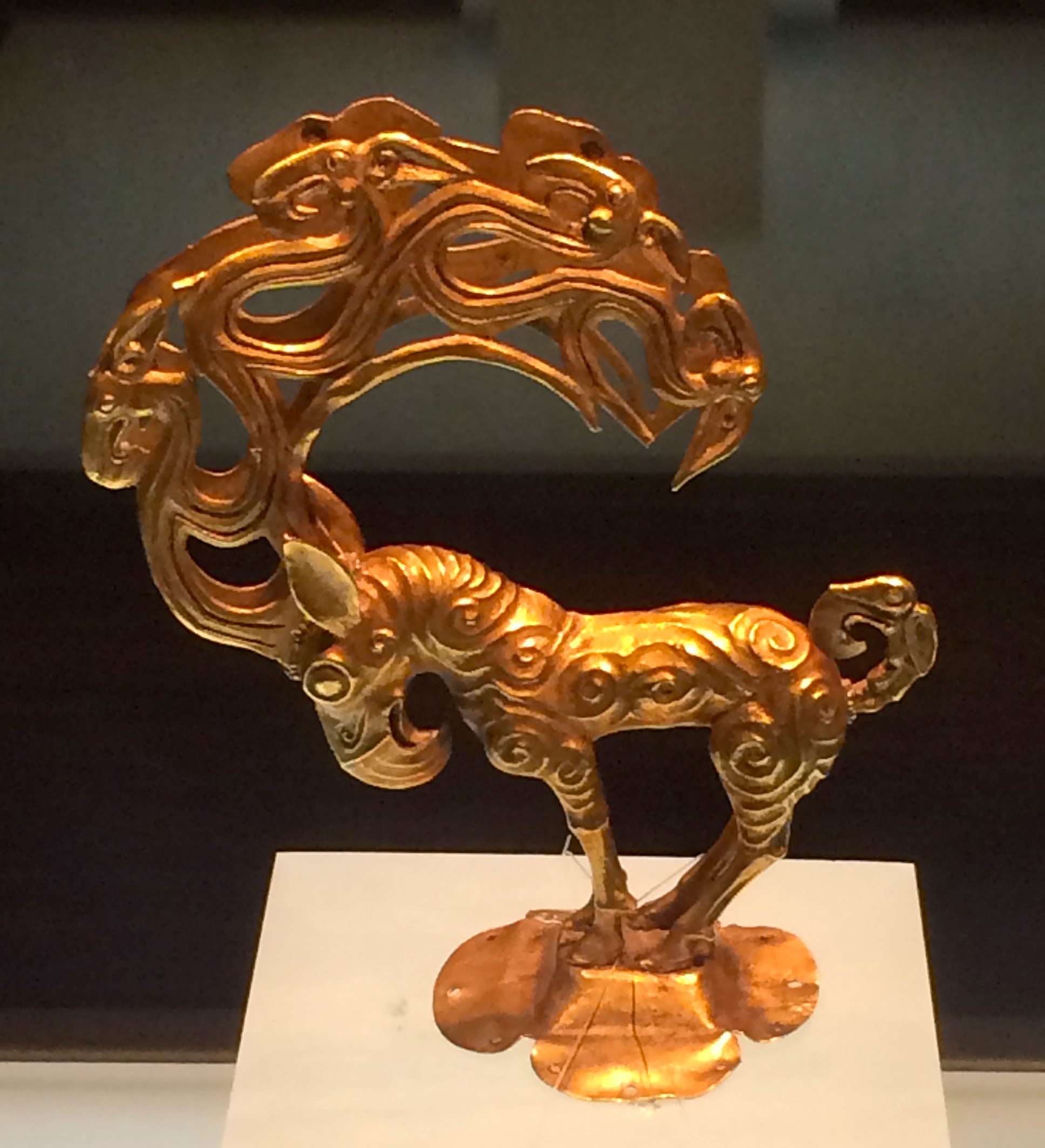
أيل ذهبي برأس عقاب مع عشرة رؤوس أخرى في القرون. مستوحى من فن جبال ألتاي السيبيرية، ويُحتمل أن يكون بازيريك، اكتُشف في نالينجوتو، مقاطعة شنمو بالقرب من شيان الصينية. وربما من الهون في البراري الصينية الشمالية، ما بين القرنين 3 و 4 ق.م، أو فترة حكم سلالة هان. متحف شانشي للتاريخ.

تأثرت دول شرق آسيا المتاخمة للصين تأثراً عميقاً بها بعد احتكاكها بحضارتها. وغالبًا ما كانت منغوليا وكوريا وفيتنام في حالة حرب أو تدفع الجزية أو تكون منضوية لولايات الإمبراطورية الصينية. وكانت اليابان في فترة يايوي متأثرة بحضارة الصين الذي شكلت تطورها الثقافي، على الرغم من عدم تعرضها للاحتلال من قبلهم.
أما شعوب منغوليا فكانت شعوب رحل في العصور القديمة. وكانت الأعراق والثقافات واللغات في تلك البلاد متقلبة ومتغيرة باستمرار. فبدأ استخدام الخيول للرعي والهجرة في العصر الحديدي. كانت تلك الممالك التنغرية الرعوية على اتصال وثيق بالصين الزراعية المستقرة. ولإرضاء هؤلاء الرحل العدائيين، كان الحكام الصينيون المحليون بالغالب يعطون رهائن مهمين أو يرتبون زيجات معهم. وفي سنة 208 ق.م هزم مودو شانيو إمبراطور اتحاد الشيونغنو، في حملته العسكرية الكبرى الأولى قبائل الدونغا التي انقسمت إلى قبائل أصغر وهي شيان بي ووو هوان. كان اتحاد شيونغنو أكبر الأعداء الرحل لأسرة هان التي خاضت الحروب لأكثر من ثلاثة قرون معهم قبل تفككه. فظهرت بعده شيان بي لتحكم السهوب شمال سور الصين العظيم، وهي التي أسست ألقاب الخاقان والخان،
وفقًا لسجلات المؤرخ الكبير فقد تأسست ومان جوسون الكورية على يد الجنرال ومان الذي قدم أساسًا من الصين للخدمة، لكنه اغتصب عرش غوجوسون (اسم كوريا القديمة) في سنة 194 ق.م. وفي 108 ق.م دمرت أسرة هان الصينية ومان جوسون، وأنشأت مكانه أربع قيادات في شبه الجزيرة الكورية الشمالية. فقدت ثلاثة من قيادات القيادة بعد فترة وجيزة ولكن بقيت قيادة ليلانج في شبه الجزيرة الكورية الشمالية الغربية لنحو 400 عام. وظهرت ممالك كوريا الثلاث: بيكجي وغوغوريو وشيلا بعد سقوط غوجوسون وطردت الصينيين في النهاية. تنافست الممالك الثلاث مع بعضها البعض اقتصاديًا وعسكريًا؛ كانت غوغوريو وبيكجي اللاعبين الرئيسيين في معظم عصر الممالك الثلاث وسيطرت على معظم شبه الجزيرة الكورية، وكانت في بعض الأحيان أقوى من السلالات الصينية المجاورة. كانت غوغوريو (حيث أتى منها اسم «كوريا») قوة إقليمية هزمت الغزوات الضخمة من قبل سلالة سوي عدة مرات. وبالنهاية دمرت سلالة تانغ ومعها تحالف شيلا كلا من غوغوريو وبيكجي. ثم طردت شيلا سلالة تانغ سنة 676 لتسيطر على معظم شبه الجزيرة الكورية بلا منازع.
وفي فيتنام أشار علماء الآثار إلى ثقافة فونغ نجويان كونها بداية للهوية الفيتنامية منذ حوالي 2000 ق.م والتي شاركت في صهر البرونز في بدايته. وبعد ثمانمائة عام نشأت ثقافة دونغ سن من العصر البرونزي لحقبة ما قبل التاريخ والتي كانت تتمحور في وادي النهر الأحمر في شمال فيتنام. بدأت زراعة الأرز على نطاق واسع منذ حوالي 1200 ق.م فصاعدًا. أصبحت حرفة الفخار والخيزران شائعة في تلك الفترة الزمنية بالإضافة إلى انتشار التجارة والملاحة في الأنهار الداخلية. خلال هذا الوقت كانت فيتنام تحكم من قبل أسرة هونغ بانغ شبه الأسطورية، وتم خلع آخر ملوك هونغ من قبل غزو تشين الصيني ، وأعلن جنرال صيني الاستقلال وأسس دولة نانيوي ، التي تجمع بين التقاليد الصينية والفيتنامية.

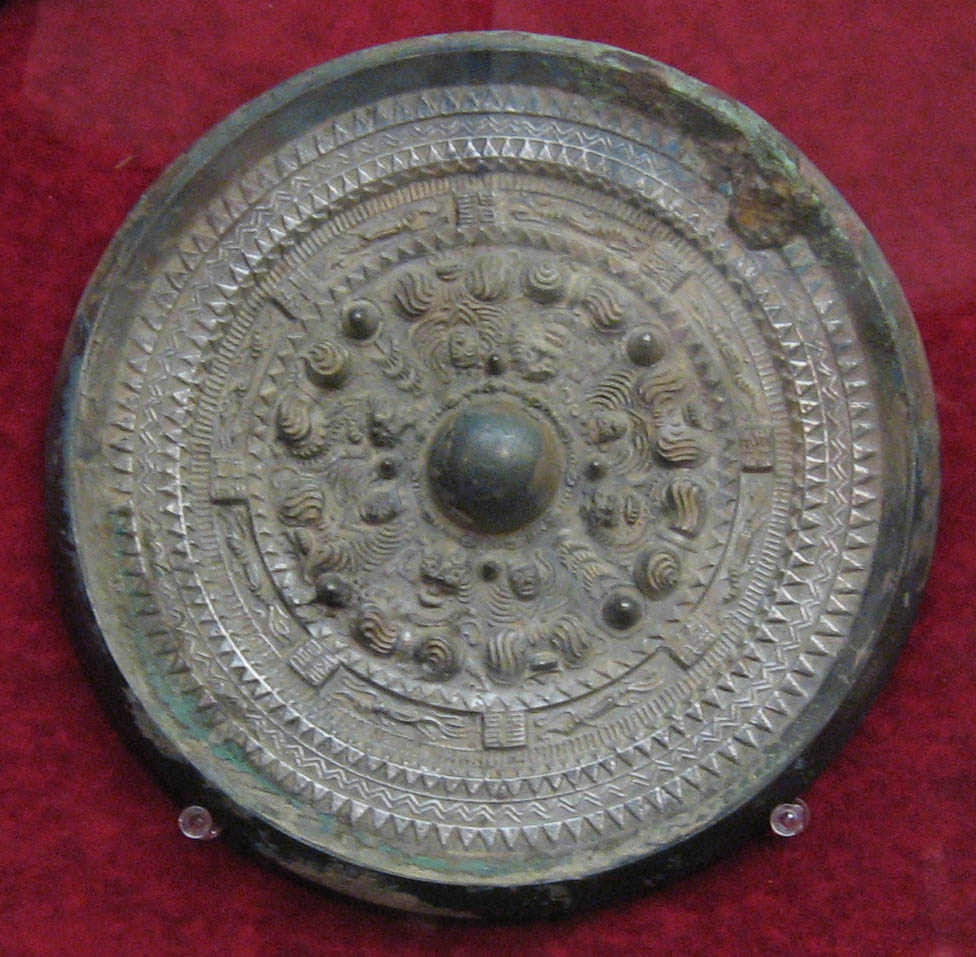
مرآة برونزية من فترة يايوي في اليابان

بعد قرن من المناورات السياسية، ضمت أسرة هان نانياو إليها سنة 111 ق.م. وفي الأصل كان الهان حكامًا متساهلين وحاولوا دمج الطبقة العليا الفيتنامية في الطبقة الصينية. أدت إساءة الصينيين لبعض التوابع إلى ثورة أخوات ترونج الشهيرة ولكن غير المجدية. وبعد ذلك حكمت السلطات الصينية فيتنام مباشرة وحاولت دفع الثقافة الصينية إلى الجماهير على الرغم من استمرار الفلاحين في التحدث باللغة الفيتنامية. وأضحت فيتنام تحت الهيمنة الصينية لمدة ألف عام. بالمقابل كانت لفيتنام الجنوبية هوية مختلفة تمامًا، يسكنها أساسًا شعب التشام. ففي حين كانت فيتنام الشمالية تحت السيطرة الصينية، أصبحت مملكة تشامبا أقرب إلى الممالك الهندية من خلال التجارة واحتضنت الهندوسية.
ظهرت اليابان لأول مرة في السجلات المكتوبة سنة 57 ميلادي مع الإشارة التالية في كتاب هان اللاحق الصيني: «عبر المحيط من لويانغ هم سكان وا. تشكلوا من أكثر من مائة قبيلة، وهم يأتون ويدفعون الجزية باستمرار». وذكر كتاب وي الذي كتب في القرن الثالث إلى أن البلاد هي عبارة عن اتحاد لحوالي 30 قبيلة أو ولاية صغيرة وحكمتها ملكة شامانية تدعى هيميكو من ياماتايكوكو. خلال عهد أسرتي هان وتساو واي ذكر المسافرون الصينيون إلى كيوشو بأن سكانها وادعوا أنهم من نسل الزعيم الكبير (تايبو) من وو. يُظهر السكان أيضًا سمات شعب وو الذين تم تشخيصهم مسبقًا بالوشم وشد الأسنان وطريقة حمل الأطفال. وسجل كتاب وي الأوصاف الجسدية المشابهة لتلك الموجودة على تماثيل هانيوا، مثل الرجال ذوي الشعر المظفر والوشم والنساء اللواتي يرتدين ملابس كبيرة من قطعة واحدة. غالبًا ما كانت السلطة لا مركزية حتى إنشاء دستورها الأول في 600 م.

### الأمريكتين
في عصور ما قبل كولومبوس تطورت العديد من الحضارات القديمة المركزية الكبيرة في نصف الكرة الغربي في كل من أمريكا الوسطى وأمريكا الجنوبية الغربية. ومن داخلها جرى توسع في استخدام الزراعة شرق جبال الأنديز في أمريكا الجنوبية خاصة مع ثقافة ماراجوارا، وفي الولايات المتحدة القارية مع ثقافة هوبويل.

#### حضارات الأنديز
كانت جبال الأنديز الوسطى في أمريكا الجنوبية واحدة من مناطق الحضارات الأصيلة، حيث امتدت 4500 عام من نورتي شيكو في 3500 ق.م إلى إمبراطورية إنكا، وبعدها انتقلت القارة بأكملها من خلال التبادل الكولومبي في القرن السادس عشر. لم تكن تفاصيل حضارة نورتي شيكو واضحة حتى أواخر القرن العشرين، وغالبًا ما يتم الخلط بينها وبين الثقافات التي تلتها مثل ثقافة شافين.
بدأت حضارة الأنديز القديمة مع ارتقاء المجتمعات البدائية وتنظيمها منذ 3500 ق.م. وإلى جانب المجتمع البحري المتطور أتى بناء المعالم الأثرية الكبيرة، والتي من المحتمل أن تكون موجودة كمراكز مجتمعية. وقد سبقت تلك الهياكل الاحتفالية الكبيرة حضارة أولمك في أمريكا الوسطى بألفي عام مما جعل نورتي شيكو أول حضارة في نصف الكرة الغربي.

#### أمريكا الوسطى

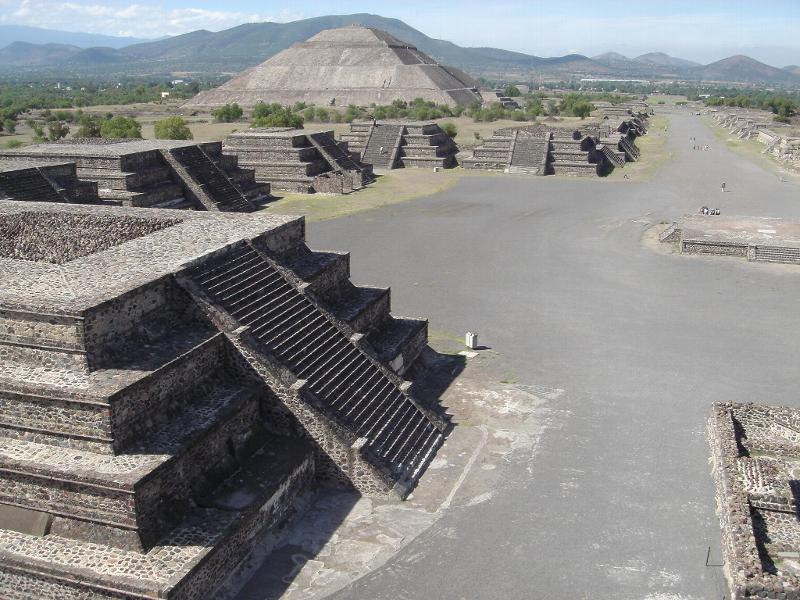
أنقاض مدينة تيوتيهواكان في أمريكا الوسطى

من حضارات أمريكا الوسطى القديمة حضارتي أولمك والمايا. بين عامي 2000 و 300 ق.م تكونت ثقافات معقدة، ونضجت عدة حضارات في أمريكا الوسطى المتقدمة مثل: أولمك وإيزابا وتيوتيهواكان ومايا والزابوتيك والمكستك وهواستيك والتي ازدهرت لما يقرب من 4000 عام قبل أول اتصال مع الأوروبيين. تضمن تقدم هذه الحضارات المعابد الهرمية والرياضيات وعلم الفلك والطب واللاهوت.
ظهر الزابوتيك حوالي 1500 سنة ق.م. تركوا وراءهم مدينة مونتي ألبان العظيمة. كان يُعتقد أن نظام الكتابة الخاص بهم قد أثر على الأولمك، ولكن بظهور أدلة حديثة ربما كان الأولمك هي الحضارة الأولى في المنطقة التي طورت نظام كتابة حقيقي وبشكل مستقل. وجرى بعض الجدل حاليًا حول ما إذا كانت رموز الأولمك المؤرخة بـ 650 ق.م، هي في الواقع شكل من أشكال الكتابة التي سبقت أقدم كتابات الزابوتيك التي تعود إلى حوالي 500 ق.م.
تم العثور على رموز أولمك في 2002 و 2006، ويعود تاريخها إلى 650 ق.م و 900 ق.م على التوالي، أي قبل أقدم كتابة للزابوتيك. تُعرف الرموز عثر عليها سنة 2006، والتي يعود تاريخها إلى 900 ق.م باسم قوالب أو مكعبات الكاسكاجل. أما أقدم نقوش عرفت بأنها للمايا فتعود إلى القرن الثالث ق.م في سان بارتولو غواتيمالا. فاختراع المايا لكتاباتهم جعل من أمريكا الوسطى واحدة من ثلاث مناطق فقط في العالم اخترعت الكتابة باستقلالية تامة.

#### أمريكا الشمالية
كانت المجتمعات المتناسقة في الولايات المتحدة القديمة أو كندا هي في كثير من الأحيان حضارات بناء التلال. واحدة من أهم هذه كانت ثقافة نقطة الفقر التي كانت موجودة في ولاية لويزيانا الأمريكية، وكانت مسؤولة عن إنشاء أكثر من 100 موقع تل أو أكمة. كان نهر المسيسيبي منطقة أساسية في تطوير التجارة والثقافة للمسافات البعيدة. وبعد ثقافة نقطة الفقر ظهرت ثقافات معقدة متعاقبة مثل هوبويل في جنوب شرق الولايات المتحدة في حقبة وودلاند المبكرة. قبل سنة 500 ميلادي احتفظت العديد من مجتمعات بناء التلال بالصيد ليكون شكل من أشكال الكفاف.

### أوروبا

#### إتروريا واليونان وروما
يمكن تتبع تاريخ الأتروسكان بدقة نسبية، بناءً على فحص مواقع الدفن والكتابة وقطعها الأثرية. فالثقافة الأترورية تطورت في إيطاليا بقوة في سنة 900 ق.م، تقريبا مع العصر الحديدي لثقافة فيلانوفان، والتي هي أقدم مراحل الحضارة الأترورية. مما أفسح الطريق في القرن 7 ق.م إلى ازدياد الثقافة الاستشراقية متأثرة بالتجارة اليونانية وبجيرانهم اليونانيين في ماجنا غراسيا، وهي الحضارة الهيلينية في جنوب إيطاليا، كما يتضح من حوالي 13000 نقش في أبجدية مشابهة لتلك الموجودة في وابية اليونانية، في لغة إتروسكان ما قبل الهندو أوروبية. تعزز مقابر الدفن -التي زيّن بعضها بشكل خرافي- فكرة دولة مدينة أرستقراطية وذات هياكل سلطة مركزية حافظت على النظام وبنت الأشغال العامة، مثل شبكات الري والطرق ودفاعات المدينة.

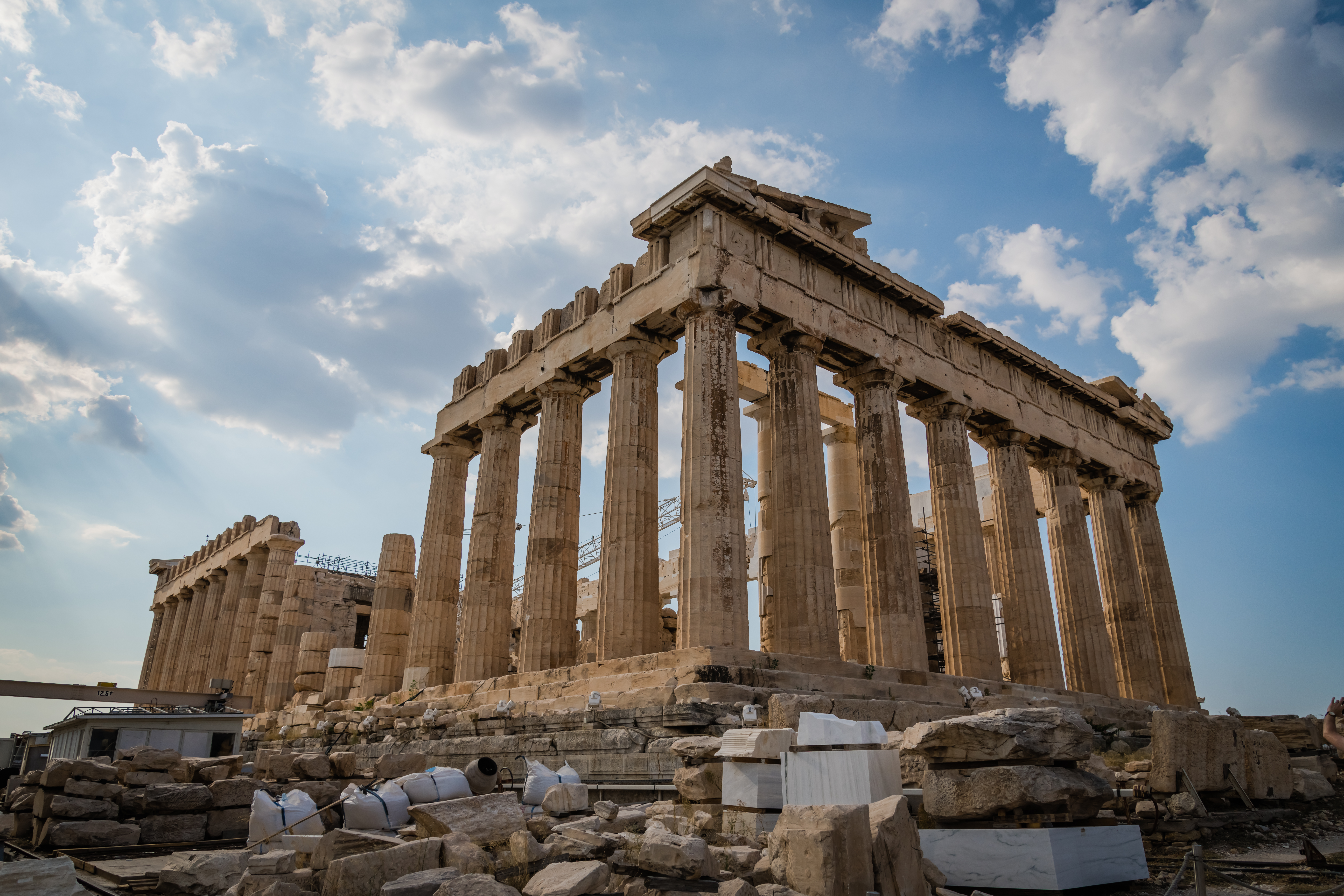
معبد البارثينون المخصص للإله أثينا ويقع في الأكروبول في مدينة أثينا

اليونان القديمة هي فترة في التاريخ اليوناني استمرت لما يقرب من ألف عام، حتى ظهور المسيحية. ويعتبرها معظم المؤرخين الثقافة التأسيسية للحضارة الغربية. كان للثقافة اليونانية تأثير قوي على الإمبراطورية الرومانية، والتي أضحت نسخة منها ونقلتها إلى أجزاء كثيرة من أوروبا.
أما أقدم المستوطنات البشرية المعروفة في اليونان فكانت في جزيرة كريت منذ أكثر من 9000 عام، على الرغم من وجود أدلة على استخدام الأدوات في الجزيرة منذ أكثر من 100,000 عام. وأقرب دليل على وجود حضارة في اليونان القديمة هي الحضارة المينوسية في جزيرة كريت، والتي يعود تاريخها إلى 3600 ق.م. وبرزت في البر الرئيسي الحضارة الموكيانية حوالي 1600 ق.م، حيث حلت محل الحضارة المينوسية في كريت، واستمرت حتى حوالي 1100 ق.م، مما أدى إلى فترة تعرف باسم العصور المظلمة اليونانية.
عمومًا يُعتقد أن العصر القديم في اليونان قد استمر من حوالي القرن 8 ق م إلى قيام خشايارشا الأول بغزوهم في 480 ق.م. شهدت تلك الفترة توسع العالم اليوناني حول البحر الأبيض المتوسط، مع تأسيس دول المدن اليونانية في مناطق بعيدة مثل صقلية في الغرب والبحر الأسود في الشرق. ومن الناحية السياسية شهدت الفترة القديمة في اليونان انهيار سلطة الأرستقراطيات القديمة، وقيام إصلاحات ديمقراطية في أثينا وتطوير دستور سبارتا الفريد. شهدت نهاية العصر القديم أيضًا صعود أثينا، التي أصبحت قوة مهيمنة في الفترة الكلاسيكية بعد إصلاحات سولون وطغيان بيسيستراتوس.

الإمبراطورية الرومانية 117 م. تم الحصول على مقاطعات مجلس الشيوخ (باللون الزهري) أولاً في الجمهورية الرومانية وكانت تحت سيطرة مجلس الشيوخ الروماني؛ أما الإمبراطور الروماني فكان يسيطر على المقاطعات الإمبراطورية مباشرة (الأخضر).

سيطرت القوى الكبرى في أثينا وأسبرطة على المحيط اليوناني الكلاسيكي طوال القرن 5 ق م. من خلال الحلف الديلي، وتمكنت أثينا من تحويل مشاعر اليونانيين القومية الهيلينية والخوف من التهديد الفارسي إلى إمبراطورية قوية، بالإضافة إلى الصراع بين أسبرطة وأثينا الذي بلغ ذروته في الحرب البيلوبونيسية، كان هو التطور السياسي الرئيسي في الجزء الأول من الفترة الكلاسيكية.
تُعرف الفترة في التاريخ اليوناني من وفاة الإسكندر الأكبر حتى ظهور الإمبراطورية الرومانية وفتح مصر في 30 ق.م بالهلنستية وتعني (الناطقين باليونانية)، حيث انتشرت الثقافة اليونانية خارج اليونان بعد فتوحات الإسكندر وصعود خلفائه.
بعد معركة كورنث (146 ق.م) خضعت اليونان للحكم الروماني، وحكمت من مقاطعة مقدونيا. وفي سنة 27 ق.م نظم أغسطس شبه الجزيرة اليونانية في مقاطعة آخايا. ظلت اليونان تحت السيطرة الرومانية حتى تفكك الإمبراطورية، بحيث انضمت إلى الإمبراطورية البيزنطية الشرقية. ظل جزء كبير من اليونان تحت السيطرة البيزنطية حتى فتح القسطنطينية في 1453 م.
كانت روما القديمة حضارة نشأت من مدينة-دولة روما، وبدأت مجتمعًا زراعيًا صغيرًا تأسس في شبه الجزيرة الإيطالية في القرن 9 ق.م. وخلال اثني عشر قرنًا من وجودها تحولت الحضارة الرومانية من نظام ملكي إلى جمهورية حكم الأقلية إلى إمبراطورية استبدادية بشكل متزايد.
غالبًا ما يتم تجميع الحضارة الرومانية في العصور القديمة الكلاسيكية مع اليونان القديمة، وهي حضارة ألهمت الكثير إلى ثقافة روما القديمة. ساهمت روما القديمة بشكل كبير في تطوير القانون والحرب والفن والأدب والعمارة واللغة في العالم الغربي، ولا يزال تاريخها له تأثير كبير على العالم اليوم. هيمنت الحضارة الرومانية على أوروبا ومنطقة البحر الأبيض المتوسط من خلال الفتح والاندماج.
في جميع أنحاء المنطقة الواقعة تحت سيطرة روما القديمة، تراوحت العمارة السكنية من منازل متواضعة جدًا إلى فيلات ريفية. وهناك مدن أسسها الرومان كان لها معالم تذكارية ضخمة. احتوى العديد منها على نوافير بمياه الشرب العذبة التي توفرها مئات الكيلومترات من القنوات والمسارح وصالات الألعاب الرياضية ومجمعات الحمامات التي تضم أحيانًا مكتبات ومتاجر وأسواق ومجاري عاملة أحيانًا. أدت عوامل إلى سقوط الإمبراطورية الرومانية الغربية. فقد اقتحمت عدة ممالك مستقلة النصف الغربي من الإمبراطورية مثل هسبانيا والغال وحتى إيطاليا في القرن الخامس؛ أما الإمبراطورية الرومانية الشرقية والتي عاصمتها القسطنطينية فسميت باسم الإمبراطورية البيزنطية بعد سنة 476، وهو التاريخ التقليدي «لسقوط روما» وبداية العصور الوسطى اللاحقة.

#### عصور قديمة متأخرة

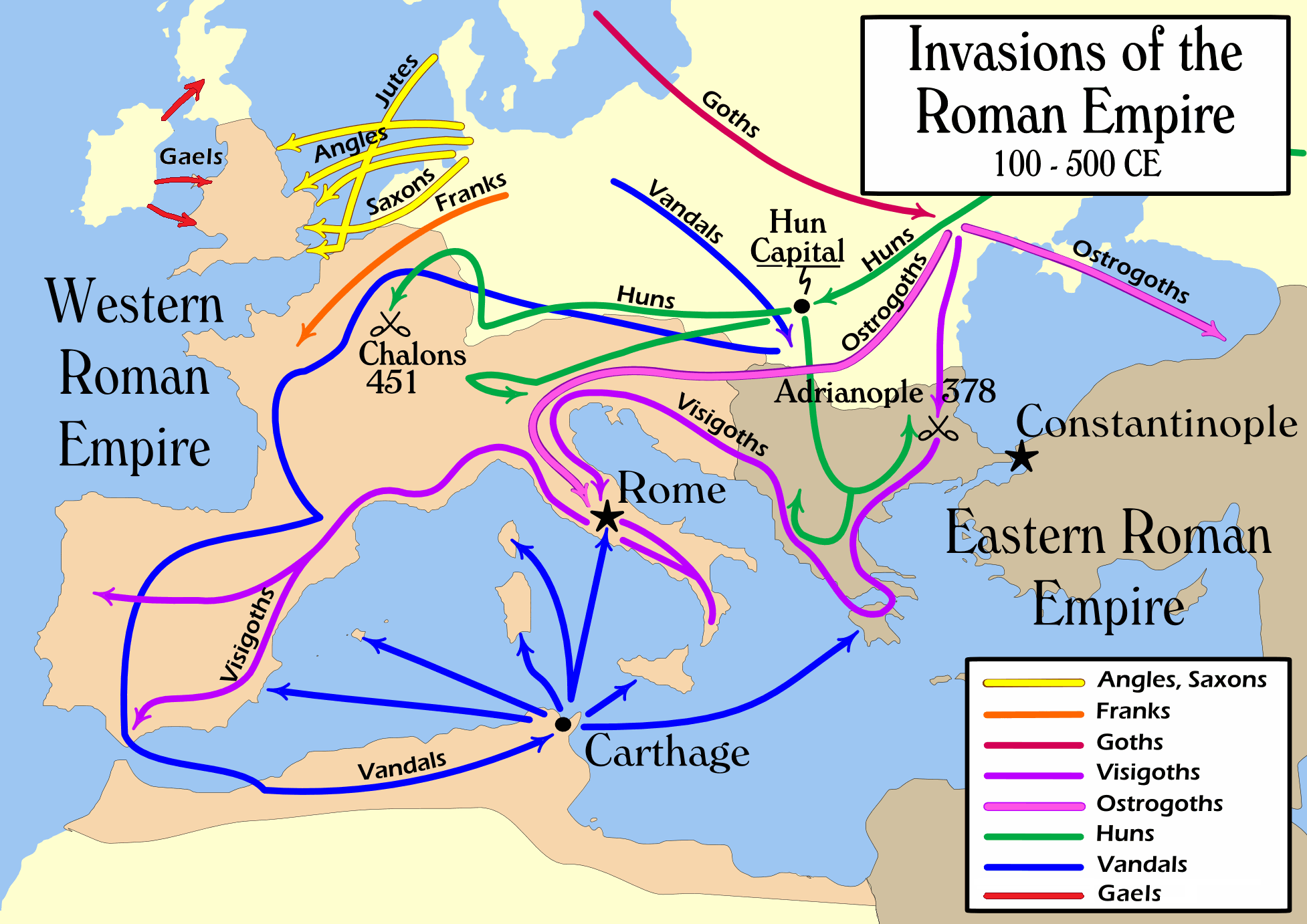
كان عصر الهجرات في أوروبا قد أضر بشدة بالإمبراطورية الرومانية المتأخرة.

خضعت الإمبراطورية الرومانية لتغيير اجتماعي وثقافي وتنظيمي كبير بدءًا من عهد دقلديانوس الذي بدأ مشروع تقسيم الإمبراطورية إلى نصفين شرقي وغربي ويحكمهما العديد من الأباطرة. فرض قسطنطين الكبير المسيحية على الإمبراطورية، وأسس عاصمة جديدة في القسطنطينية. بالمقابل عطلت هجرات القبائل الجرمانية الحكم الروماني من أواخر القرن الرابع فصاعدًا، وتوج في السقوط النهائي للإمبراطورية الغربية سنة 476، واستبدل بما سمي بالممالك البربرية. فالاندماج الثقافي الناتج من اليونانية الرومانية جعل من الجرمانية والمسيحية أن تشكل الأسس الثقافية لأوروبا.

#### القبائل الرحل وشعوب العصر الحديدي
لم يترك الهون عمليا أي سجلات مكتوبة. لا يوجد سجل لما حدث بين الوقت الذي غادروا فيه الهضبة المنغولية ووصلوا إلى أوروبا بعد 150 عامًا. كان آخر ذكر لشيونغنو الشمالية هو هزيمتهم على يد الصينيين في 151 في بحيرة باركول، وبعد ذلك فروا إلى السهوب الغربية في كانجو (المتمركزة في مدينة تركستان في كازاخستان). وتشير السجلات الصينية بين القرنين الثالث والرابع إلى أن قبيلة صغيرة تسمى يوبان، وهم من بقايا شيونغنو الشمالية قد تم توزيعها حول سهوب كازاخستان.
ارتباط الهون-شيونغنو أمر مثير للجدل، وغالبًا ما يكون محل نزاع، إلا أنه لم يفقد مصداقيته بالكامل. قدر المؤرخون أن أصول الهون جاءت من مكان ما من داخل كازاخستان. وعند اقترابهم من نهر الدانوب في 370 هاجموا أوروبا عدة مرات، مما تسبب في دمار الإمبراطورية الرومانية في العصور القديمة المتأخرة. وقد تحللت بعدها واندمجت مع السكان الأصليين.
السلتيون هم مجموعة متنوعة من المجتمعات القبلية من حقبة العصر الحديدي في أوروبا. تشكلت ثقافتهم البدائية في العصر الحديدي المبكر في أوروبا الوسطى (فترة هالستات نسبة لإسم الموقع في النمسا الحالية). وفي العصر الحديدي المتأخر (فترة لاتين) تمدد السلتيون على نطاق واسع من الأرض: من أقصى الغرب في أيرلندا وشبه الجزيرة الإيبيرية، إلى أقصى الشرق في غلاطية (وسط الأناضول)، وشمالًا حتى اسكتلندا. ولكن بعد توسع الإمبراطورية الرومانية والهجرات العظيمة لشعوب الجرمان في القرون الأولى للميلاد، أصبحت الثقافة السلتية مقتصرة على الجزر البريطانية (لغات كلتية جزيرية)، وذلك بعد انقراض اللغات السلتية القارية في منتصف الألفية الأولى م.
هجرة الشعوب الجرمانية إلى بريطانيا من شمال ألمانيا وجنوب اسكندنافيا هو موثق منذ القرن الخامس. استنادًا إلى كتاب «Historia ecclesiastica gentis Anglorum»، وتنقسم تلك الشعوب الغازية إلى قبائل الأنجل والساكسون واليوت، ولكن لم يكن تكوينهم واضحًا وربما شمل معهم بعض الفريسيون والفرنجة. واحتوي السجل الأنجلو ساكسوني على نص قد يكون أول إشارات موثقة لانتقال القبائل الجرمانية إلى بريطانيا. لوحظ أن تلك القبائل قد كانت اتحادًا كونفدراليًا في كتاب الجغرافية لبطليموس اليوناني سنة 150 ميلادي.
عادة ما يستخدم مصطلح «الأنجلو سكسون» لوصف الشعوب التي تعيش في جنوب وشرق بريطانيا العظمى منذ أوائل القرن 5. عرّفهم الراهب البينديكتيني بيدا بأنهم أحفاد ثلاث قبائل جرمانية: الأنجل والساكسون واليوت، قادمين من شبه جزيرة يوتلاند وساكسونيا السفلى. وقد يكون الأنجل قد أتوا من أنغلن، وكتب بيدا أن الشعب بأكمله قدم إلى بريطانيا تاركا أرضه فارغة. ويتحدثون بلغة مقاربة من اللغات الجرمانية. عرف الأنجلو ساكسون أنفسهم بالإنجليسك، والتي اشتقت منها كلمة الإنجليز.
يشير مصطلح الفايكنغ إلى أحد أفراد الشعوب الإسكندنافية (الشماليون (بالألمانية: Norsemen))، واشتهرت بالمستكشفين والمحاربين والتجار والقراصنة، الذين داهموا واستعمروا مناطق واسعة من أوروبا بداية من أواخر القرن الثامن. استخدم هؤلاء نورسمان سفنهم الطويلة الشهيرة للسفر. يشكل عصر الفايكنج جزءًا كبيرًا من التاريخ الاسكندنافي، وجزء ثانوي في التاريخ الأوروبي ولكنه مهم. في تلك الأوقات كانت هناك أيضًا منطقة معروفة تسمى كفنلاند Kvenland، والتي كانت تقع في وحول الدول الاسكندنافية (النرويج والسويد) وفينوسكنديا (فنلندا).

## نهاية الحقبة

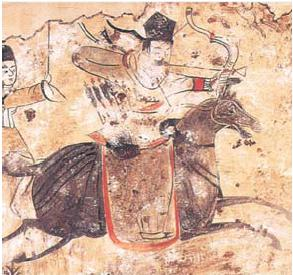
رامي سهام من مورونغ شيانبي. في أواخر العصور القديمة، بدأ الرحل في جميع أنحاء أوراسيا في استخدام السروج. وربما يكون الرماة القادرون على الرماية أثناء الوقوف مدمرًا في القتال.

مصطلح «العصور القديمة المتأخرة» يعني القرون الانتقالية من العصور الكلاسيكية القديمة إلى العصور الوسطى في كل من أوروبا ومنطقة البحر الأبيض المتوسط: بصورة عامة من نهاية أزمة القرن الثالث للإمبراطورية الرومانية (حوالي 284) إلى الفتوحات الإسلامية وإعادة تنظيم الإمبراطورية البيزنطية تحت حكم هرقل في القرن السابع. جاءت بداية العصر ما بعد الكلاسيكي (المعروف باسم العصور الوسطى في أوروبا) عقب سقوط الإمبراطورية الرومانية الغربية، وامتدت تقريبًا من 500 إلى 1500.
جرت محاولات من العلماء لربط العصور القديمة المتأخرة لأوروبا بمناطق أخرى في أوراسيا. وإلى حد ما واجهت معظم الممالك المركزية القريبة من مناطق السهوب العشبية تحديات كبيرة أو في بعض الحالات تدميرًا كاملًا في القرنين الخامس والسادس كما جرى في غزوات البرابرة والتشرذم السياسي. فقد سحقت غزوات القبائل الرحل كلا من الإمبراطورية الرومانية الغربية في أوروبا وإمبراطورية جوبتا الهندية، وجين في شمال الصين. وإلى جانب تلك الغزوات كان هناك تغير في المناخ الطبيعي في جميع أنحاء العالم، وظهور طاعون جستنيان والأديان التبشيرية التي غيرت وجه العالم القديم. أما العالم الجديد فلا يزال منعزلاً، ولكنه أيضًا بنى مجتمعات معقدة وإن كانت بوتيرة منفصلة ومختلفة. وفي سنة 500 بدأ عصر العالم لتاريخ ما بعد الكلاسيكي. على الرغم من وضعها في عصور مختلفة من التاريخ في منظور أكاديمي لتاريخ العالم، فإن العصور القديمة وما بعد الكلاسيكية كانت مرتبطة ببعضها البعض في العالم القديم. غالبًا ما كانت طرق التجارة البرية والساحلية تسير في اتجاهات متشابهة أو متقاربة، ونمت العديد من الاختراعات والأديان التي نشأت قبل 500 مثل المسيحية واليهودية والهندوسية والبوذية لتصبح أكثر أهمية.

## تطورات

### الدين والفلسفة

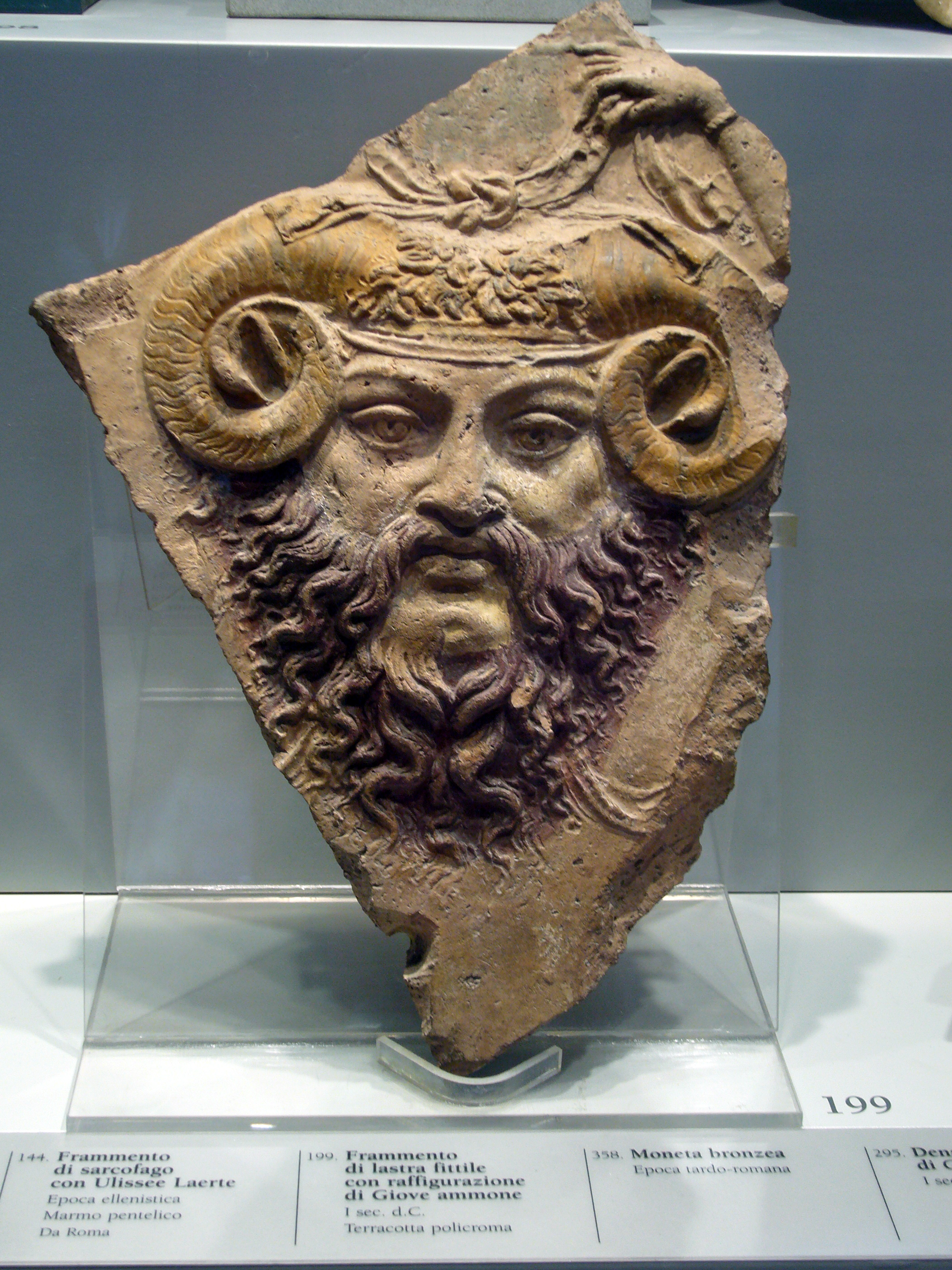
طين مصبوب روماني لكوكب المشتري آمون، شكل من أشكال زيوس، القرن الأول ميلادي. تم استعارة الآلهة أحيانًا بين الحضارات وتكييفها مع الظروف المحلية.

يتوافق صعود الحضارة مع الرعاية المؤسسية للإيمان بالآلهة والقوى الخارقة للطبيعة والحياة الآخرة. تبنت خلال العصر البرونزي العديد من الحضارات شكلها الخاص من تعدد الآلهة. تجلت الآلهة المتعددة عادةً في شخصيات بشرية بقوتها وضعفها. اعتمد الدين المبكر على الموقع في أغلب الأحيان، إذ اختارت مدن أو بلدان بأكملها إلهًا، وكان يمنحهم ذلك فوائدًا وأفضلية على منافسيهم. تضمنت العبادة إنشاء تمثيل للآلهة ومنحها القرابين. كانت القرابين سلعًا مادية أو طعامًا أو في الحالات القصوى تضحية بشرية لإرضاء إله. فنشأت فلسفات وأديان جديدة في كل من الشرق والغرب، ولا سيما في القرن 6 ق.م. وتشكلت مع مرور الوقت مجموعة كبيرة ومتنوعة من الأديان في جميع أنحاء العالم، وكان من أوائل الديانات الرئيسية الهندوسية (حوالي 2000 ق.م)، والبوذية (القرن 5 ق.م)، والجاينية (القرن 6 ق.م) في الهند، والزرادشتية في بلاد فارس. تعود الديانات الإبراهيمية في أصلها إلى اليهودية، حوالي 1700 ق.م.
تعد الفلسفة الهندية القديمة مزيجًا من تقاليد قديمة وتشمل تقليد السمنية والتقاليد الفيدية. وتبدأ بالفيدا التي تُطرح فيها الأسئلة المتعلقة بقوانين الطبيعة وأصل الكون ومكان الإنسان فيه. وتعتبر كل من الجاينية والبوذية استمرارًا لمدرسة السمنية الفكرية. أعطى السمنيون صورةً جعلت العالم ينظر إلى السمنية نظرة متشائمة معتقدين أنها مليئة بالمعاناة وتدعو إلى الانعزال والتقشف. شددوا على المفاهيم الفلسفية مثل أهيمسا وكارما وجنانا وسامسارا وموكشا. تتمتع كل من الفيدا الهندية والأفيستا الإيرانية بعلاقات قديمة، ولكن اتسمت العائلتان الرئيسيتان للتقاليد الفلسفية الهندية الإيرانية باختلافات جوهرية في انعكاساتها على مكانة الإنسان في المجتمع ونظرتهما إلى دور الإنسان في الكون.
وفي الشرق سيطرت ثلاث مدارس فكرية على التفكير الصيني حتى يومنا الحالي. وتلك المدارس هي الطاوية والشرعوية والكونفوشية. وقد بحث التقليد الكونفوشيوسي -الذي هيمن على نظيريه- إلى الأخلاقية السياسية على أنها قوة ومثال للتقاليد وليس قوة القانون. انتشرت الكونفوشية لاحقًا في شبه الجزيرة الكورية وغوغوريو، ثم امتدت نحو اليابان.
وفي الغرب انتشر التقليد الفلسفي اليوناني الذي مثله سقراط وأفلاطون وأرسطو في جميع أنحاء أوروبا والشرق الأوسط في القرن 4 ق.م من خلال فتوحات الإسكندر الأكبر. بعد تشكل ديانات العصرين البرونزي والحديدي، مثَل ظهور المسيحية وانتشارها عبر العالم الروماني نهاية الفلسفة الهلنستية وبشر ببدايات فلسفة القرون الوسطى.

### العلوم والتقنية

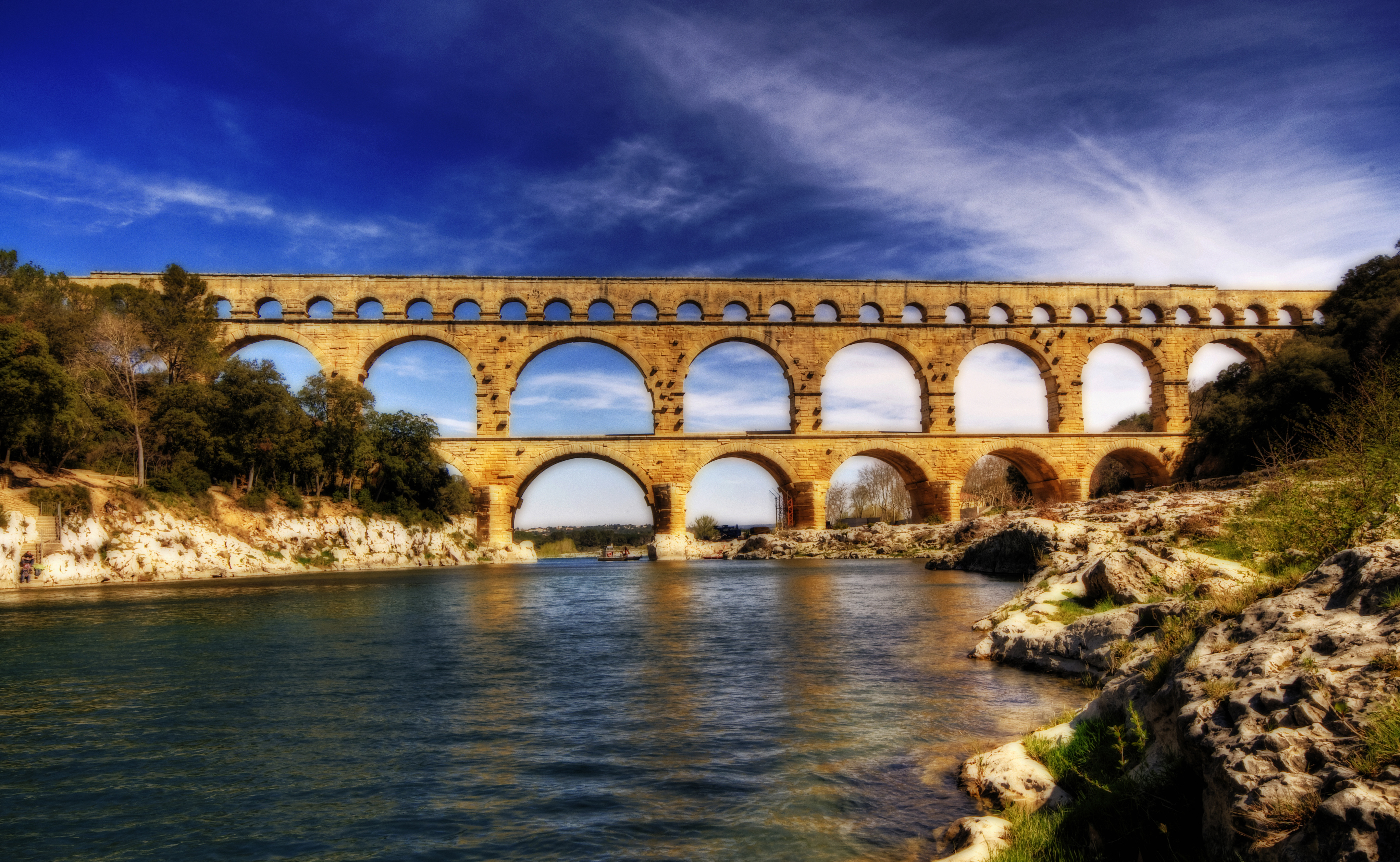
بونت دي غار، قناة مائية رومانية في فرنسا.

في تاريخ التكنولوجيا والعلوم القديمة أثناء نمو الحضارات القديمة، ظهرت تطورات في التقنية القديمة في الهندسة. حفزت تلك التطورات المجتمعات الأخرى على تبني أساليب جديدة للعيش والحكم. وفي بعض الأحيان كانت الدولة هي ترعى التطور التكنولوجي.
أشارت مجموعة من القطع الأثرية المصرية والعادات التي استمرت لآلاف السنين إلى خصائص التقنية في مصر القديمة. فقد اخترع المصريون العديد من الآلات الأساسية واستخدموها، مثل المنحدر والرافعة للمساعدة في عمليات البناء. كذلك لعب المصريون أيضًا دورًا مهمًا في تطوير التكنولوجيا البحرية للبحر المتوسط، مثل السفن والمنارات.
انتشرت المياه التي تديرها القنوات والتي من المحتمل بداية ظهورها في الهضبة الإيرانية وربما أيضًا في شبه الجزيرة العربية في وقت ما في أوائل الألفية الأولى ق.م من هناك توسعت ببطء غربًا وشرقًا.
يعود تاريخ العلوم والتكنولوجيا في شبه القارة الهندية إلى العصور القديمة. فقدمت حضارة وادي السند دليلاً على المسح البحري وكذلك جمع مياه الصرف الصحي ثم التخلص منها. من بين مجالات العلوم والتكنولوجيا المتبعة في الهند كان علم المعادن وعلم الفلك والرياضيات والطب التقليدي. ومن الاختراعات القديمة الجراحة التجميلية وجراحة الساد ونظام العد الهندي العربي والفولاذ الهندواني. يُظهر تاريخ العلوم والتقنية في الصين تطورات كبيرة في العلوم والتكنولوجيا والرياضيات وعلم الفلك. تم إجراء أول ملاحظات مسجلة للمذنبات والمستعرات العظمى في الصين. كما تم ممارسة الطب الصيني التقليدي والوخز بالإبر وطب الأعشاب.
تطورت تكنولوجيا اليونان القديمة بسرعة غير مسبوقة خلال القرن 5 ق.م، واستمرت حتى الفترة الرومانية وما بعدها. الاختراعات التي تُنسب إلى الإغريق القدماء مثل الترس والمسمار وتقنيات الصب البرونزي والساعة المائية ومنجنيق الالتواء، واستخدام البخار في تشغيل بعض الآلات والألعاب التجريبية. حدثت العديد من هذه الاختراعات أواخر العصر اليوناني، وغالبًا ما كانت مستوحاة من الحاجة إلى تحسين الأسلحة والتكتيكات في الحرب. التكنولوجيا الرومانية هي الممارسة الهندسية التي دعمت الحضارة الرومانية ووسعت من العسكرية الرومانية وتجارتها على مدى ما يقرب من ألف عام. امتلكت الإمبراطورية الرومانية مجموعة تكنولوجيا هي الأكثر تقدمًا في عصرها، والتي ربما يكون بعضها قد فُقد خلال العصور المضطربة في أواخر العصور القديمة وأوائل العصور الوسطى. وكانت هناك إنجازات تكنولوجية رومانية في العديد من المجالات المختلفة، مثل الهندسة المدنية ومواد البناء وتكنولوجيا النقل وبعض الاختراعات مثل آلة الحصادة الميكانيكية لا مثيل لها حتى القرن 19 م.

### النشاط البحري
بدأ تاريخ الملاحة القديمة بجدية عندما نزل الرجال إلى البحر في قوارب خشبية وسفن مدفوعة بأشرعة معلقة على صواري، مثل سفينة خوفو المصرية القديمة من منتصف الألفية الثالثة ق.م. وفقًا للمؤرخ اليوناني هيرودوت أرسل نخاو الثاني رحلة استكشافية للفينيقيون، والتي أبحرت في غضون ثلاث سنوات من البحر الأحمر حول إفريقيا إلى مصب النيل. و يميل العديد من المؤرخين الحاليين إلى تصديق هيرودوت في هذه النقطة، على الرغم من أن هيرودوت نفسه لم يصدق أن الفينيقيين قد أنجزوا الفعل.
كان هانو مستكشفًا مصريًا قديمًا (حوالي 2750 ق.م) وأول مستكشف لا يعرف عنه أي شيء. قام بأول رحلة استكشافية مسجلة، وكتب روايته لاستكشافه في الحجر. سافر هانو على طول البحر الأحمر إلى بنط، وأبحر إلى ما هو الآن جزء من شرق إثيوبيا والصومال. عاد إلى مصر بكنوز عظيمة مثل المر الثمين والمعدن والخشب.

### الحرب

الرسم الفني لآلية المقذوفات الرومانية..

الحروب القديمة هي حروب جرت منذ بدايات التاريخ المسجل حتى نهاية الفترة القديمة. في أوروبا غالبًا ما يتم ربط نهاية العصور القديمة بسقوط روما سنة 476. وفي الصين يمكن أيضًا اعتبارها على أنها انتهت في القرن 5 م، مع تزايد دور المحاربين الفرسان اللازم لمواجهة التهديدات المتزايدة باستمرار من شمال.
الفرق بين حروب ما قبل التاريخ والحروب القديمة ليس من حيث التكنولوجيا بقدر ما هو في التنظيم. سمح تطور دول المدن الأولى ثم الإمبراطوريات بتغير شكل الحرب تغيرًا كبير. بدءًا من بلاد الرافدين، أنتجت الدول فائضًا زراعيًا كافيًا أمكن من جعل النخب الحاكمة والقادة العسكريون بالتفرغ التام. بينما كان الجزء الأكبر من القوات العسكرية لا يزالون مزارعين، كان بإمكان المجتمع دعم قيامهم بالحملات بدلاً من العمل في الأرض لفترة زمنية من كل عام. وهكذا تطورت الجيوش المنظمة لأول مرة.
يمكن أن تساعد هذه الجيوش الجديدة الدول على النمو في الحجم وازدادت مركزيتها بقوة، وتشكلت الإمبراطورية الأولى وهي الإمبراطورية السومرية، في بلاد الرافدين. استمرت بدايات الجيوش القديمة في استخدام الأقواس والرماح في المقام الأول، وهي نفس الأسلحة التي تم تطويرها في عصور ما قبل التاريخ للصيد. اتبعت الجيوش المبكرة في مصر والصين نمطًا مشابهًا لاستخدام حشد المشاة المسلحين بالأقواس والحراب.

### الأعمال الفنية والموسيقى
تطورت الموسيقى القديمة في الثقافات المتعلمة لتحل محل موسيقى ما قبل التاريخ. ويشير مصطلح «الموسيقى القديمة» إلى الأنظمة الموسيقية المختلفة التي تم تطويرها عبر مناطق جغرافية مختلفة مثل بلاد فارس والهند والصين واليونان وروما ومصر وبلاد الرافدين. وتم تحديد الموسيقى القديمة من خلال توصيف النغمات والمقاييس المسموعة الأساسية. ربما تم نقله من خلال أنظمة شفهية أو مكتوبة. تشير فنون العالم القديم إلى العديد من أنواع الفن التي كانت موجودة في ثقافات المجتمعات القديمة، مثل تلك الموجودة في الصين القديمة ومصر واليونان والهند وبلاد فارس والعراق القديم وروما.